# Selbstbetrachtungen

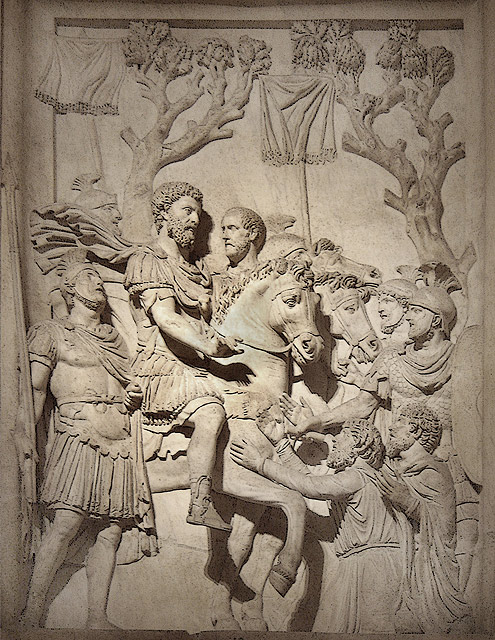
Markomannenkriege: Mark Aurel begnadigt Germanenhäuptlinge
(Relief, Rom, Kapitolinische Museen)

Die Selbstbetrachtungen (altgriechisch Τὰ εἰς ἑαυτόν Ta eis heautón) des römischen Kaisers Mark Aurel sind die letzte bedeutende Hinterlassenschaft aus der philosophischen Schule der jüngeren Stoa. Sie werden zur Weltliteratur gezählt. Entstanden sind sie am Ende der Herrschaft Mark Aurels, zwischen 170 und 180, in Feldlagern an der Nordgrenze des Römischen Reiches. In einer Vielzahl persönlicher Beobachtungen aphoristischen Zuschnitts entfaltet der Kaiser dabei sein Weltbild im Selbstdialog.
Maßgebliche Richtschnur für das eigene Denken und Handeln waren ihm die Einordnung in und die Übereinstimmung mit der „Allnatur“. Vernunftleitung und Gemeinwohlorientierung gehören zu den in zahlreichen Wendungen variierten Konstanten der Selbstbetrachtungen, zu denen Mark Aurel auch die Rückwirkungen seines Amtes auf die eigene Person antrieben: „Verkaisere nicht!“
Seit dem Erscheinen einer ersten gedruckten Ausgabe in der zweiten Hälfte des 16. Jahrhunderts haben Mark Aurel und sein Werk hohe Wertschätzung und Vorbildcharakter erlangt. Allein in Deutschland reicht die Anhängerschaft des Verfassers der Selbstbetrachtungen unter den Herrschenden bzw. Regierungsverantwortlichen von Friedrich II. bis zu Helmut Schmidt.

## Entstehungszusammenhänge
Die Neigung zur Philosophie soll sich bei Marcus Annius Verus schon früh bemerkbar gemacht haben. Von klein auf wurde ihm Ernsthaftigkeit nachgesagt. Kaiser Hadrian, mit dem er entfernt verwandt war und der ihn später in die Regelung seiner Nachfolge einbezog, nannte ihn „verissimus“ – den Wahrhaftigsten. Im Alter von 12 Jahren verordnete er sich nach dem Vorbild der Kyniker statt des bequemen Betts ein hartes Nachtlager auf dem Boden und kleidete sich nach Art der Philosophen mit einem kurzen Umhang. Unter seinen Lehrern hebt er im ersten Buch der Selbstbetrachtungen besonders jene dankbar hervor, die ihn in die Philosophie einführten und ihn dazu brachten, gemäß philosophischen Leitsätzen zu denken und zu handeln. Der Stoiker Rusticus etwa habe ihn gelehrt, dass er stets an der Bildung und Besserung des eigenen Charakters zu arbeiten habe, dass er nicht leere Theorien aufstellen oder Reden um des Beifalls willen halten sollte und dass er sich vor den Leuten nicht als bedeutender Asket oder Wohltäter aufspielen sollte. Von Apollonios aus Chalkis habe er frei zu denken gelernt und sich unbeirrbar von der Vernunft leiten zu lassen; weder Schmerzen noch der Tod von Angehörigen sollten die eigene Seele aus dem Gleichgewicht bringen können. Andere seiner Lehrer nennt Mark Aurel als Vorbilder für politische Orientierung, Gerechtigkeitsliebe und klaglose Pflichterfüllung.

### Philosophierender Kaiser

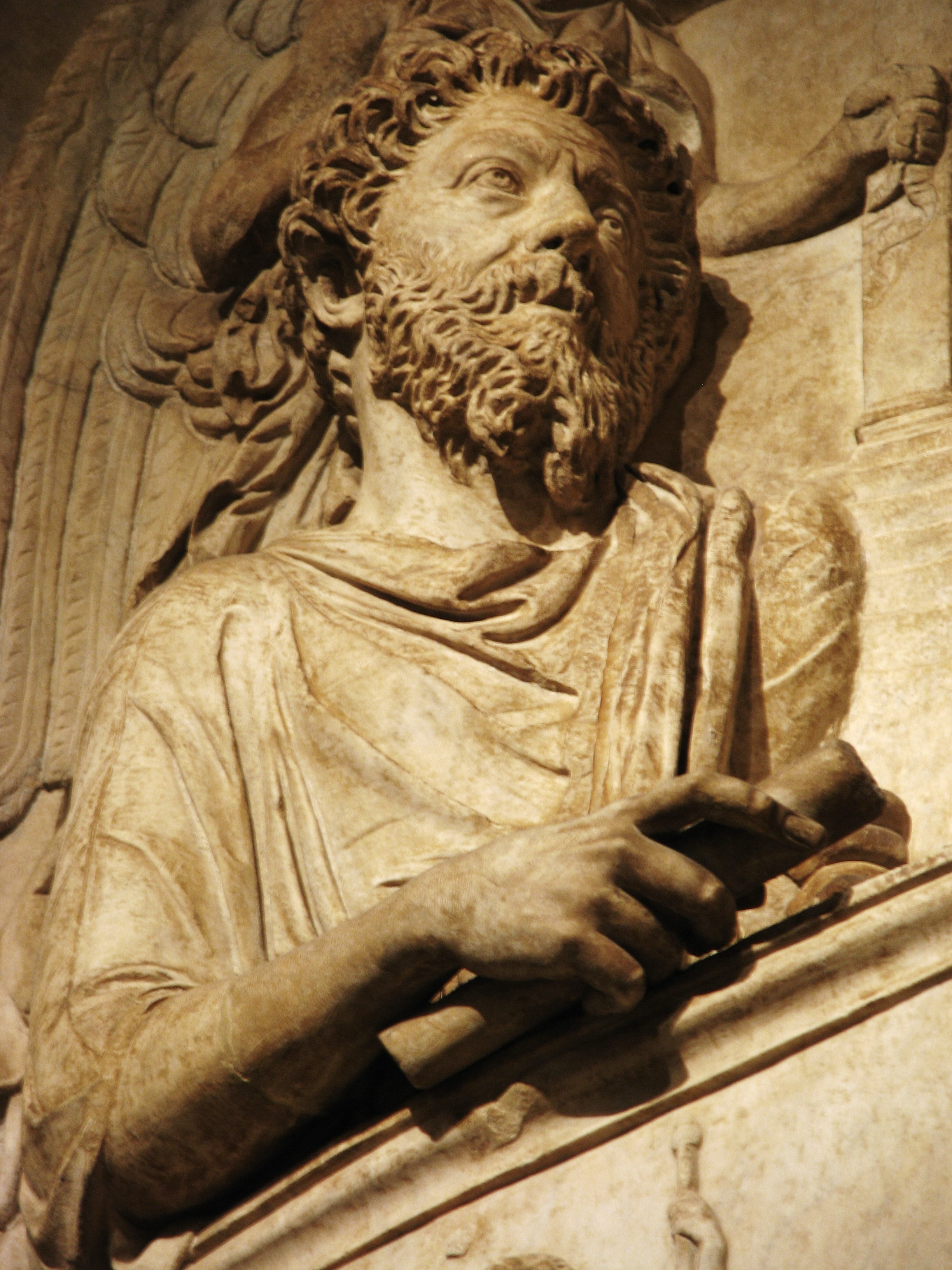
Der Kaiserphilosoph in der Öffentlichkeit
(Reliefausschnitt, Kapitolinische Museen)

Mark Aurels Selbstbetrachtungen stammen den Hinweisen nach, die das Werk selbst enthält, aus seinem letzten Lebensjahrzehnt, das er großteils in Feldlagern an der Nordgrenze des Römischen Reiches verbrachte. Den Zweck seiner Aufzeichnungen benennt der Kaiser zwar nicht ausdrücklich, doch lassen Art und Inhalt der Notate erkennen, dass es sich im Wesentlichen um aphoristische Leitsätze für die eigene Orientierung, Selbstvergewisserung und Lebenspraxis handelt. Niedergeschrieben wurden sie in altgriechischer Sprache – genauer: in der Koiné –, die als originäre Sprache der Philosophie galt und von gebildeten Römern durchgängig beherrscht wurde. Ob diese Reflexionen zugleich für eine spätere Veröffentlichung vorgesehen waren, ist ungewiss. Erste Überlieferungszeugnisse wurden im 10. Jahrhundert in Byzanz nachgewiesen; der Werktitel stammt höchstwahrscheinlich nicht von Mark Aurel.
Gesammelte Aphorismen mag es bereits vor Mark Aurel als eigene literarische Gattung gegeben haben. Mit dem Handbüchlein (encheiridion) zu den Leitmaximen Epiktets, das dessen Schüler Arrian zusammengestellt hatte, gab es auch eine der philosophischen Denkweise Mark Aurels nahestehende Vorlage. Als wesentliches Motiv für die Abfassung der Selbstbetrachtungen sah Pierre Hadot das Bestreben des Verfassers, „die Prinzipien, die Dogmen, die Lebensregeln, die Formeln, die ihm erlauben, sich in die rechte innere Einstellung zu versetzen, sittlich zu handeln oder sein Schicksal anzunehmen, stets, unter welchen Umständen auch immer, zur Hand zu haben’“.
Vor allem die Doppelanforderung, die Mark Aurel als Kaiser und Philosoph an sich stellte, begründet das Interesse der Nachwelt an seinen Reflexionen. Das in dieser Doppelanforderung sich auftuende und von ihm aufzufangende Spannungsfeld hat Mark Aurel mehrfach thematisiert, exemplarisch in der Zuspitzung:

„Hüte dich, dass du nicht ein tyrannischer Kaiser wirst! […] Ringe danach, dass du der Mann bleibest, zu dem dich die Philosophie bilden wollte.“

Marcel van Ackeren sucht in seiner zweibändigen Untersuchung der Philosophie Mark Aurels die praktische Bedeutung des Philosophierens für das antike Denken im Allgemeinen und für Mark Aurel im Besonderen zu bestimmen. Bereits seit ihren Anfängen sei die Philosophie analog zur Medizin verstanden worden als Heilkunde für die Seele. Für Mark Aurel stellt sie sich unter anderem persönlichkeitsbildend dar und bestimmt die eigene Lebensausrichtung. Sie weist in jeder Lebenssituation den Weg zu tugendhaftem Verhalten; sie macht das Leben erträglich – und die eigene Person für andere.

### Stoisches Fundament
Die philosophische Lehre, der sich Mark Aurel von Jugend an verschrieben hatte, war die Stoa. Philosoph zu sein in der Antike, bedeutete nicht notwendigerweise, neue philosophische Theorien zu entwickeln und schriftlich niederzulegen. Wesentlich war, nach bestimmten philosophischen Grundsätzen zu leben. Die Stoa in der von Panaitios und Poseidonios den Römern vermittelten Lesart war bereits in republikanischer Zeit in führenden gesellschaftlichen Kreisen verbreitet. Sie war nach Jörg Fündling „im zweiten Viertel des 2. Jahrhunderts aus Rom nicht mehr wegzudenken“ in ihrer distanzierend-ausgleichenden Wirkung gegenüber dem stressgeladenen, hektischen Treiben in der römischen Metropole.
Die jüngere Stoa, vertreten durch Seneca, Musonius, Epiktet und Mark Aurel, widmete sich vorzugsweise ethischen Fragen und Aspekten sozialer Verantwortlichkeit. Physik und Logik blieben als Grundpfeiler der ursprünglichen stoischen Lehre zwar nicht unberücksichtigt; hauptsächlich ging es aber um eine handlungsbezogene Ethik. Dabei galt es, zwischen den philosophischen Grundsätzen einerseits sowie den Alltagsgegebenheiten und -herausforderungen andererseits zu vermitteln – für den Stoiker ein lebenslanger Balanceakt.
Mark Aurel, so Gretchen Reydams-Schils, könnte es auch darum gegangen sein, die eigene Macht vor sich selbst zu rechtfertigen, indem er sich als philosophisch geleiteten Herrscher verstand. Auf Utopisches waren seine Ambitionen nicht gerichtet:

„Hoffe nicht auf Platons Staat, sondern gib dich zufrieden, wenn es auch nur den kleinsten Fortschritt gibt, und denke daran, daß dieses Resultat eben keine Kleinigkeit ist. Denn wer kann die Prinzipien ändern, nach denen die Menschen ihr Leben regeln?“

Demnach ging es Mark Aurel um eine realistische Sicht der in der menschlichen Natur angelegten Möglichkeiten und Grenzen sowie um eine Politik mit entsprechend begrenzten Zielen. Zu überzeugen und das Vernünftige und Gerechte auch gegen Widerstände durchzusetzen, sah er einerseits als seine Aufgabe; wo ihn aber gewaltsamer Widerstand am Vollzug hinderte, galt es die Gelegenheit zur Einübung einer anderen Tugend zu nutzen: der unbekümmerten Gelassenheit. Denn ohne sie, ohne die Übereinstimmung mit dem eigenen Schicksal, kann der Stoiker sein höchstes Ziel, das Glück der Seelenruhe, nicht erreichen. In der Deutung Pierre Hadots: „Ich hatte die Absicht, Gutes zu tun, und das ist die Hauptsache. Das Schicksal hat es anders gewollt. Ich muß seinen Willen hinnehmen, mich damit abfinden, nicht länger die Tugend der Gerechtigkeit, sondern die der Zustimmung zu praktizieren.“

### Für sich schreiben
Gründe für seine Aufzeichnungen hat Mark Aurel nicht explizit angegeben. Dass er sie an sich selbst adressiert hat, ist unverkennbar; die Schreibmotive können nur mittelbar erschlossen werden. Eine Veröffentlichungsabsicht ist nicht völlig auszuschließen, kommt als tragendes Motiv aber kaum in Betracht. Van Ackerens Interesse ist stattdessen auf die Frage gerichtet, „welchen Stellenwert das Schreiben oder Formulieren als Element eines philosophischen Lebenskunst-Modells haben kann“. Er sieht darin eine Sonderform des therapeutischen Umgangs mit Worten. Die einschlägigen antiken Ansätze dazu finden sich im Corpus Hippocraticum, dessen Inhalte Mark Aurel wahrscheinlich kannte, möglicherweise vermittelt durch seinen Leibarzt Galen. Zwischen den Selbstbetrachtungen und dem Schreiben der an den Aphorismen Heraklits geschulten antiken Mediziner gibt es laut van Ackeren vielerlei Entsprechungen.
Nicht als Lektüre für andere und nicht einmal vorrangig als Lektüre für sich selbst mag der Philosoph und Kaiser Mark Aurel seine Notizen verfasst haben. Denn sie enthalten zahlreiche inhaltliche Wiederholungen mit nur minimalen sprachlichen Variationen. Bezugspunkt sind aber sehr oft aktuelle Problemerwägungen, woraus van Ackeren folgert, dass für Mark Aurel das Formulieren wichtiger als das wiederholte Lesen war, weil es mehr Konzentration erforderte und eine größere psychagogische Wirkung entfaltete. Der Rückzug in eine Schreibsituation, die zur Konzentration anhielt, war demnach ein Akt der Selbsthilfe:

„Handle nicht mehr planlos. Denn Du hast weder Gelegenheit, deine Notizen zu lesen noch die Taten der alten Römer und Griechen und die Auszüge aus ihren Schriften, die du dir für dein Alter fortgelegt hast. Beeile dich also ohne schweres Gepäck, gib die leeren Hoffnungen auf und hilf dir selbst, wenn dir etwas an dir liegt, solange es möglich ist.“

## Weltanschaulich-philosophische Grundzüge
Auch wenn das Tagesgeschäft den Herrscher beständig forderte und ihm vorwiegend Anlass gab, sein Handeln ethisch zu reflektieren und auszurichten, stand dahinter bzw. darüber in letzter Instanz die (All-)Natur, der man sich nach Mark Aurel in vorbestimmter Weise einzufügen hat. Das gebieten Vernunft und Logik, die das eigene Handeln steuern sollen. Sie fordern und bewirken eine konsequente Gemeinwohlorientierung. Anhaltendes persönliches Vorankommen auf diesem Wege setzt regelmäßige Prüfung im Selbstdialog voraus.

### Die (All-)Natur als Wegweiser

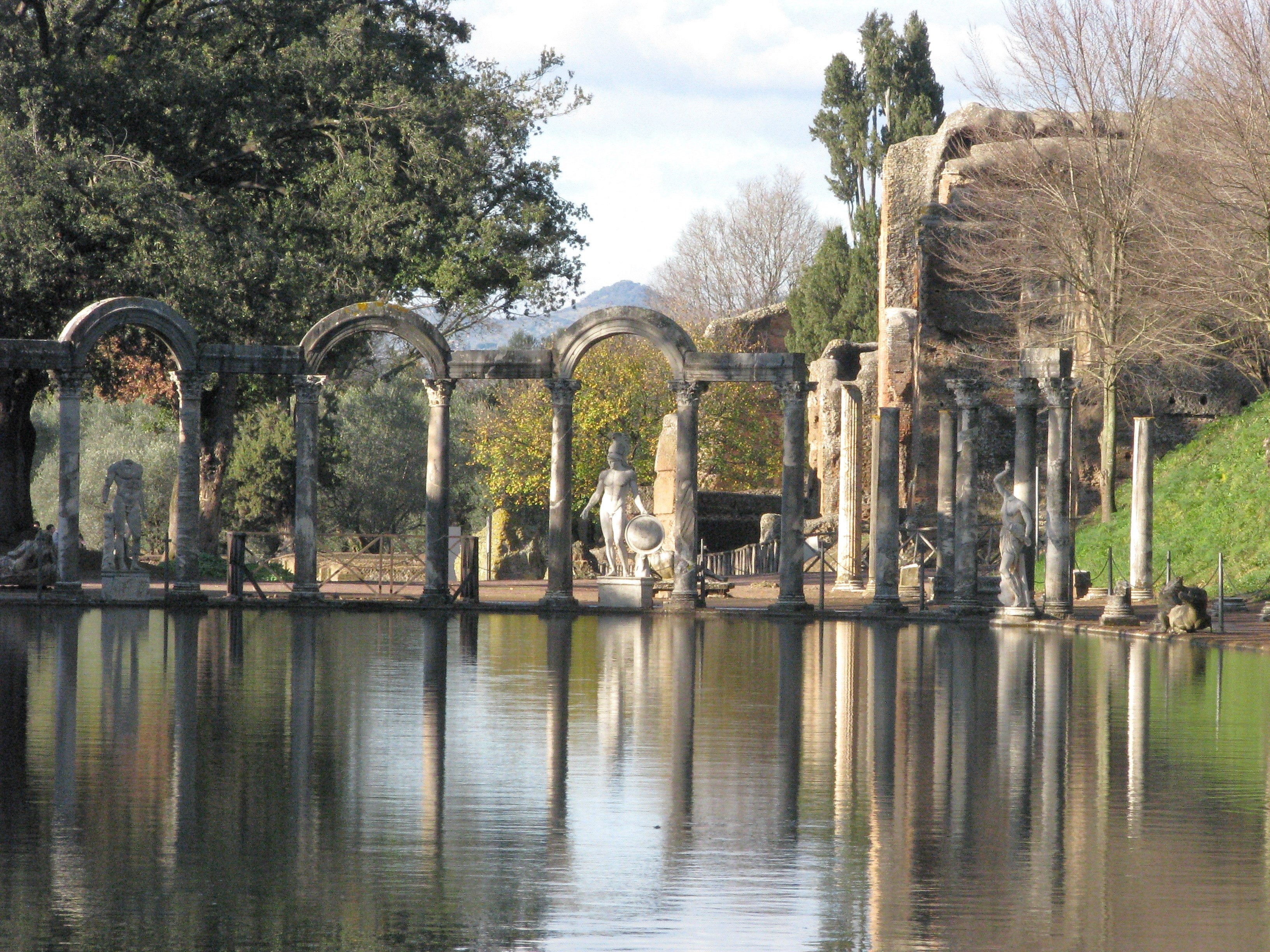
Canopus – kaiserlicher Erholungsort in der Villa Adriana

Indem die Individuen Teil der universalen Natur sind, unterliegen sie auch deren Prinzipien bzw. Gesetz und tun gut daran, dies zur Grundlage ihres Handelns und Strebens zu machen: „Geh ohne Umwege auf dein Ziel zu, indem du deiner individuellen und der allgemeinen Natur folgst. Aber beide haben nur einen Weg.“
Kosmologisches Wissen erscheint bei Mark Aurel als Voraussetzung für gelingendes Handeln. Seine Ethik fußt auf der Kosmologie, steht zu ihr in einem reziproken Verhältnis:

„Wer nicht weiß, was der Kosmos ist, weiß nicht, wo er ist. Wer nicht weiß, wozu er geschaffen worden ist, weiß nicht, wer er ist, und auch nicht, was der Kosmos ist. Wer aber eins davon nicht erfasst, könnte auch nicht sagen, wozu er da ist.“

Mark Aurel teilt die stoische Auffassung vom zyklischen Werden und Vergehen des Kosmos. Dem Menschen wiederum steht mit dem Tod im Sinne fortlaufenden Wandels und Vergehens nichts anderes bevor als dem Kosmos im Ganzen. Was aber dem Ganzen geschieht, so die tröstliche Perspektive, kann für einzelne Teile nicht schlecht sein:

„Immer also an diese beiden Dinge denken: erstens, dass alles seit Ewigkeiten gleichartig ist und sich in ständigem Kreislauf wiederholt und dass es ohne Bedeutung ist, ob jemand in hundert oder zweihundert Jahren oder in unendlicher Zeit dasselbe sehen wird; zweitens, dass der am längsten Lebende dasselbe verliert wie der andere, der sehr früh sterben muss.“

Das Göttliche kommt für Mark Aurel vor allem in der Natur zum Ausdruck, als aktives Prinzip. Eine Schilderung eigener religiöser Erfahrungen kommt nicht vor. Van Ackeren zieht aus seiner Untersuchung den Schluss, dass die Selbstbetrachtungen als „besonders konsequente Manifestation einer pantheistischen Vorstellung“ eingeschätzt werden können.

### Exklusives Lenkungs- und Kontrollorgan
Den Weg zum Glück der Seelenruhe, dem Ziel des philosophischen Strebens, kann nur der leitende Teil der Seele bahnen – das Hegemonikon. Es ist die alleinige Quelle von Wissen und Urteil:

„Die Dinge stehen ganz für sich draußen vor der Tür und wissen weder etwas über sich noch geben sie Auskunft. Wer also kann Auskunft über sie geben? Das leitende Prinzip der Seele.“

Mit dem Hegemonikon gilt es ständig zu prüfen, worauf es wirklich ankommt, was zu tun und was als unnötig oder überflüssig zu lassen ist:

„Beschränke Deine Tätigkeit auf weniges, sagt Demokritos, wenn du in deinem Inneren ruhig sein willst. Vielleicht wäre es besser, zu sagen: Tu das, was notwendig ist und was die Vernunft eines von Natur zur Staatsgemeinschaft bestimmten Wesens gebietet und so, wie sie es gebietet; dies verschafft uns nicht nur Zufriedenheit, die aus dem Rechttun, sondern auch diejenige, die aus dem Wenigtun entspringt. In der Tat, wenn wir das meiste, was in unserem Reden und Tun unnötig ist, wegließen, so würden wir mehr Muße und weniger Unruhe haben. Frage dich also bei jeglicher Sache: Gehört diese etwa zu den unnötigen Dingen? Man muß aber nicht nur die unnützen Handlungen, sondern auch die unnützen Gedanken vermeiden; denn die letzteren sind auch die Ursache der überflüssigen Handlungen.“

Das Hegemonikon ist autark; es genügt und reguliert sich selbst:

„Der führende Teil der Seele ist der Teil, der sich selbst weckt, sich seine eigene Richtung gibt und sich selbst zu dem macht, was er jeweils will, und der es bewirkt, dass ihm alles, was geschieht, so erscheint, wie er es will.“

Der Prüfung durch das Hegemonikon sind auch die Sinneseindrücke sowie daraus entstehende Begehrlichkeiten und Leidenschaften zu unterziehen. Ungute Leidenschaft entsteht, wenn das Hegemonikon abträglichen Sinneseindrücken und Vorstellungen zustimmt bzw. Raum gibt.

„Der Schmerz ist entweder für den Körper ein Übel – dann soll er es zeigen – oder für die Seele. Doch sie hat die Möglichkeit, ihre eigentümliche Ruhe zu bewahren und nicht anzunehmen, dass er ein Übel ist. Jedes Urteil, jeder Antrieb, jedes Verlangen und jede Ablehnung entsteht in uns, und nichts kommt von außen herein.“

Die von Leidenschaften freie Vernunft wird zur Burg, zu einer Zuflucht für das Individuum, in der ihm nichts etwas anhaben kann.

### Vernunftgeleitetes Handeln

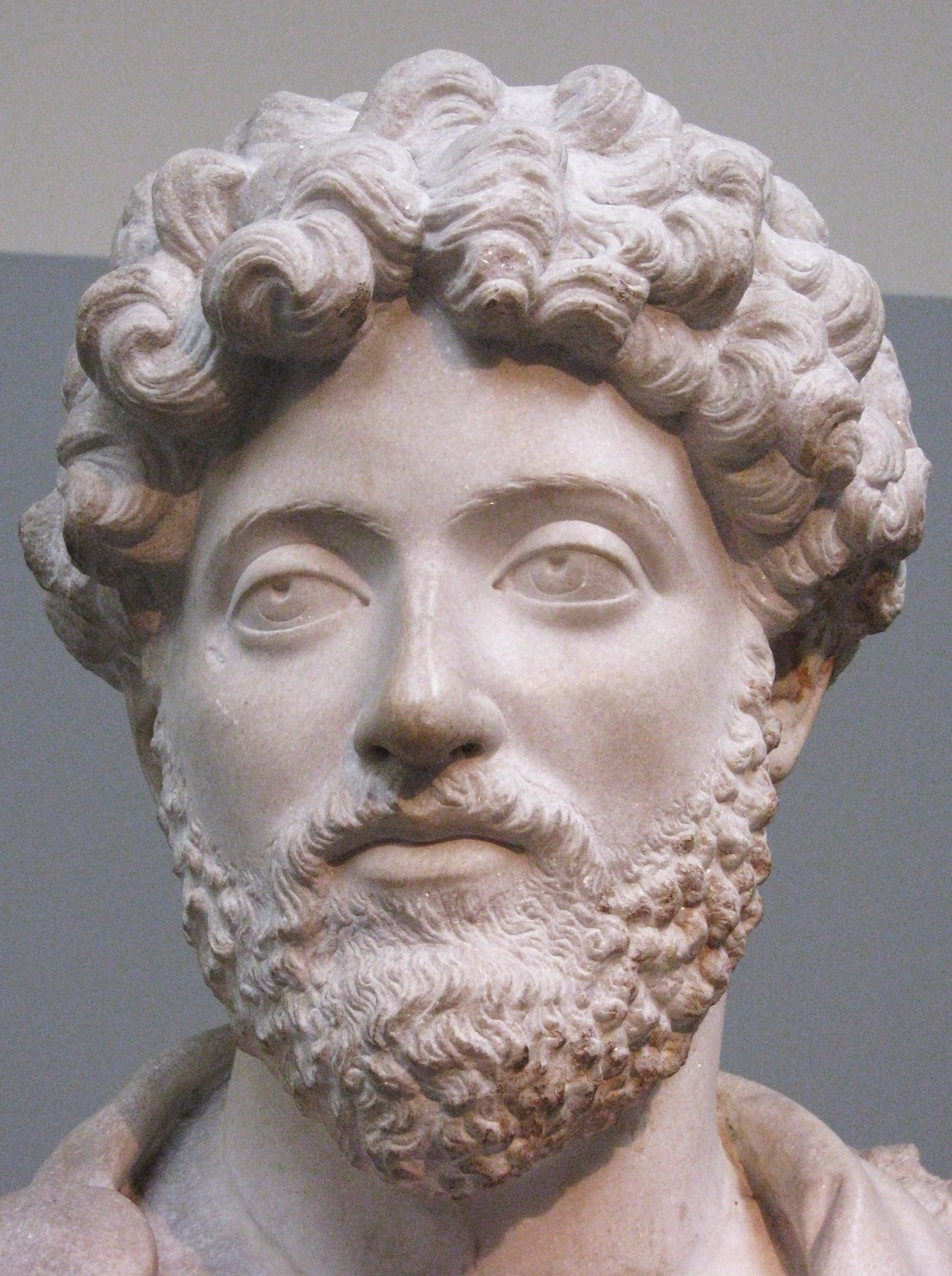
Kopf des Marcus Aurelius
(London, British Museum)

Die dem leitenden Seelenteil als Richtschnur und Unterscheidungsmittel dienende Vernunft ist Bestandteil der menschlichen Natur und bezogen auf die stoische Logik. Diese betrifft aber nicht allein Verstandesoperationen, sondern auch das tugendgesteuerte Handeln, ist also weit umfassender angesetzt als der moderne Logik-Begriff. Es ist derselbe Logos, dieselbe Vernunft, die sich in der Natur, in der menschlichen Gemeinschaft und in der individuellen Vernunft wiederfindet. Für den Stoiker kommt es wesentlich an auf den rechten Gebrauch der allen zugänglichen Vernunft in dem komplexen kosmisch-weltlichen Bedingungsgefüge. In den Selbstbetrachtungen heißt es dazu beispielsweise:

„Man muss sich immer eine Definition oder einen Begriff von dem Gegenstand bilden, der einem vor Augen tritt, so dass man ihn in seiner Beschaffenheit ganz unverhüllt und in allen Einzelheiten sieht und den ihm gehörenden Namen und die Namen aller Teile, aus denen er zusammengesetzt ist und in die er wieder aufgelöst werden wird, sich selbst nennen kann. Nichts trägt nämlich so sehr dazu bei, innere Überlegenheit zu erzeugen, wie die Fähigkeit, methodisch konsequent und wirklichkeitsgerecht jeden im Leben vorkommenden Sachverhalt zu durchleuchten und zu klären, und die Gewohnheit, die Dinge stets so zu betrachten, dass man gewahr wird, welcher Art von Welt die Sache welchen Nutzen bringt und welchen Wert sie einerseits für das Ganze und andererseits für den Menschen als Bürger des obersten Gemeinwesens hat, zu dem die übrigen Gemeinwesen gleichsam wie Häuser gehören, ferner (dass man sich bewusst ist), was das ist, das bei mir jetzt die Vorstellung erzeugt, und woraus es zusammengesetzt ist und wie lange es seiner Natur nach erhalten bleiben kann und welche Qualifikation dafür erforderlich ist, wie zum Beispiel Nachgiebigkeit, Tapferkeit, Wahrhaftigkeit, Treue, Schlichtheit, Unabhängigkeit und die anderen Qualifikationen.“

Dabei war Mark Aurel sich dessen bewusst, dass die Fülle der Bedingtheiten aller Daseinsumstände dem eigenen Erkennen nicht restlos erschlossen werden kann und dass es in dem den Menschen umgebenden Wirkungsgefüge Zufälle gibt, die für das Individuum nicht vorhersehbar sind. Und so reflektierte der Kaiser die Grenzen des eigenen Erkennens und Vermögens:

„Ist meine Denkfähigkeit damit überfordert oder nicht? Wenn sie ausreicht gebrauche ich sie als Werkzeug, das mir von der Natur des Weltganzen gegeben wurde, zur Erfüllung meiner Aufgabe. Sollte sie nicht reichen, so nehme ich die Aufgabe nicht in Angriff und überlasse sie einem anderen, der sie erfüllen kann […].“

Irrtumsvorbehalt und die Vorausnahme möglichen Nichtgelingens delegitimierten oder entwerteten das eigene Handeln für Mark Aurel jedoch nicht. Denn nicht Ausgang oder Ergebnis der jeweiligen Handlung sind aus stoischer Sicht dafür entscheidend, sondern die vernunftgemäße Vorprüfung und die tugendhafte Absicht. Mit einem solchen Handlungsvorbehalt bewahrt sich der Stoiker vor Fehlern und Frustrationen, „und gleichzeitig ist das einzige Gut, die Tugend, vom Vorbehalt ausgenommen. Denn es ist nur von der freien Vernunft abhängig und nicht von dem unverfügbaren Verlauf der Dinge im Kosmos.“ Auf dieser Grundlage bestimmte Mark Aurel die eigenen Grenzen:

„Versuche, die Menschen zu überzeugen, handle aber auch gegen ihren Willen, wenn der Geist der Gerechtigkeit es so verfügt. Wenn sich dir allerdings jemand unter Androhung von Gewalt in den Weg stellt, dann lass es dir gefallen, nimm keinen Anstoß daran, benutze die Behinderung zur Verwirklichung einer anderen Tugend und denke daran, dass du dich nur unter Vorbehalt in Bewegung setztest und nicht nach Unmöglichem streben wolltest.“

### Soziale Einbettung und Gemeinwohlorientierung
Die Vernunftbegabung des menschlichen Individuums, die es mit allen anderen Menschen teilt, macht es von Natur aus zu einem politischen Wesen. Die Gemeinschaft der Menschen besteht deshalb ganz von selbst, sie muss nicht erst durch vernünftiges Urteilen zustande gebracht werden:

„Wenn uns das Denkvermögen gemeinsam ist, dann ist uns auch die Vernunft, durch die wir vernünftig sind, gemeinsam. Wenn dies zutrifft, dann ist auch die Vernunft, die bestimmt, was zu tun ist oder nicht, uns allen gemeinsam. Trifft dies zu, ist auch das Gesetz uns allen gemeinsam. Wenn das richtig ist, dann sind wir alle Bürger. In diesem Fall haben wir teil an einer Art von Staatswesen. Wenn dies zutrifft, dann ist der Kosmos gewissermaßen ein Staat. Denn zu welchem gemeinsamen Staatswesen, so könnte jemand fragen, sollte das gesamte Menschengeschlecht sonst gehören? Von dort aber, d. h. aus diesem gemeinsamen Staat, haben wir unser Denkvermögen, unser vernünftiges Wesen und unser Bedürfnis nach dem Gesetz.“

Die Achtung vor der eigenen Natur gebietet es, so zu handeln, dass es der Gemeinschaft nützt. Passivität diesbezüglich wäre verfehlt:

„Nicht im passiven Verhalten, sondern im Tätigsein liegt das Wohl und Wehe des vernünftigen und politisch aktiven Lebewesens, wie auch seine guten und schlechten Eigenschaften nicht im passiven Verhalten, sondern im Tätigsein wirksam werden.“

Solidarität mit den Mitmenschen erklärt Mark Aurel zur wichtigsten Eigenschaft der menschlichen Natur. Als Mensch und Philosoph ist ihm die Vorstellung von einem Staat sympathisch, „in dem alle die gleichen Rechte und Pflichten haben und der im Sinne der Gleichheit und allgemeinen Redefreiheit verwaltet wird, und von einer Monarchie, die vor allem die Freiheit der Bürger achtet.“ Die Bedeutung des persönlichen sozialen Umfelds für Mark Aurel, seiner Beziehungen zu Familie, Freunden und wichtigen Lehrern kommt schon zu Beginn der Selbstbetrachtungen deutlich zum Ausdruck. Es sind konkrete Personen, die Tugenden exemplifiziert und vermittelt haben und so in seinem Rückblick die eigene spezielle Natur mitgeformt, Gemeinschaftsorientierung vorgelebt haben.
Was die persönlichen Erfolgsaussichten gemeinschaftsdienlichen Handelns betrifft, galt aber für Mark Aurel ebenfalls der bereits erwähnte Vorbehalt: „Die Menschen sind füreinander da, also belehre oder dulde sie.“ Von dem Ziel nicht abzulassen, „den allgemeinen Nutzen und das den Umständen Entsprechende“ zu bewirken, gehört zu seinen öfter wiederholten Selbstermahnungen. Zeit zu vergeuden, hatte er nicht:

„Man muß nicht allein den Gedanken erwägen, daß unser Leben sich täglich verzehrt und daß mit jedem Tage der Rest kleiner wird, sondern man muß auch bedenken, daß, könnte man selbst sein Dasein bis ins hohe Alter verlängern, es doch ungewiß ist, ob unsere Denkkraft immer dieselbe geistige Fähigkeit behalten werde für jene Betrachtung, die die Grundlage für die Wissenschaft der göttlichen und menschlichen Dinge ist. In der Tat, wenn man kindisch zu werden anfängt, so behält man zwar das Vermögen zu atmen, zu verdauen, Vorstellungen und Begierden zu haben und dergleichen Wirkungen mehr; aber sich seiner selbst zu bedienen, seine jedesmalige Pflicht pünktlich zu beachten, die Eindrücke genau zu zergliedern, zu prüfen, wann es Zeit ist, aus diesem Leben zu scheiden, kurz, alles, was einen geübten Verstand erfordert, das ist in uns erloschen. Darum müssen wir eilen, nicht nur, weil wir uns immer dem Tode nähern, sondern auch weil die Fassungskraft und die Begriffe in uns oft schon vor dem Tode aufhören.“

### Eigenmotivation und Kursfixierung im Selbstdialog
Die Ansprache an sich selbst – häufig in Form der Aufforderung an ein Du gekleidet, das allein den Verfasser meint – ist ein besonderes Merkmal, das die Selbstbetrachtungen von anderen Texten der Antike mit selbstdialogischen Elementen abhebt. Denn erst mit den Selbstbetrachtungen wird der Selbstdialog nach Marcel van Ackeren zum bestimmenden Moment eines Textes und seiner Form. In diesem ist das Hegemonikon, der leitende Seelenteil, mit sich selbst befasst und mit der Prüfung von Sinneseindrücken und Vorstellungen:

„Achte auf deine Fähigkeit, die Dinge in dein Bewusstsein aufzunehmen. Nur auf sie kommt es an, damit in deiner leitenden Vernunft keine Auffassung mehr entsteht, die der Natur und der Beschaffenheit des vernunftbegabten Lebewesens nicht entspricht.“

Bei Mark Aurel wird der Selbstdialog zu einer Technik, die er sich gleichsam als systematisches Übungsprogramm verordnet, wenn es beispielsweise heißt: „Sage zu dir in der Morgenstunde: Heute werde ich mich mit einem unbedachtsamen, undankbaren, unverschämten, betrügerischen, neidischen, ungeselligen Menschen zusammentreffen. […] Keiner kann mir Schaden zufügen, denn ich lasse mich nicht zu einem Laster verführen.“
Mark Aurels Selbstdialoge dienen laut van Ackeren einer ganzen Reihe von Zwecken: Sie sind unter anderem eine prophylaktische Übung, die eine spätere Einstellung, emotionale Reaktion oder Verhaltensweise vorbereitet; sie werden als Mnemotechnik für die Verinnerlichung zentraler Lehrsätze verwendet; sie üben bei Bedarf eine heilsame Wirkung aus, dienen der Selbstprüfung, der praktischen Entscheidungsfindung, der Konzentration auf sich selbst und auf die eigenen Grundsätze. Van Ackeren gelangt zu dem Schluss, dass der Selbstdialog Mark Aurels nicht nur Ausführungen über philosophische Lebenskunst enthält, sondern „als Ganzes die Ausübung einer solchen Kunst darstellt.“

## Bezüge zwischen Inhalten und Form

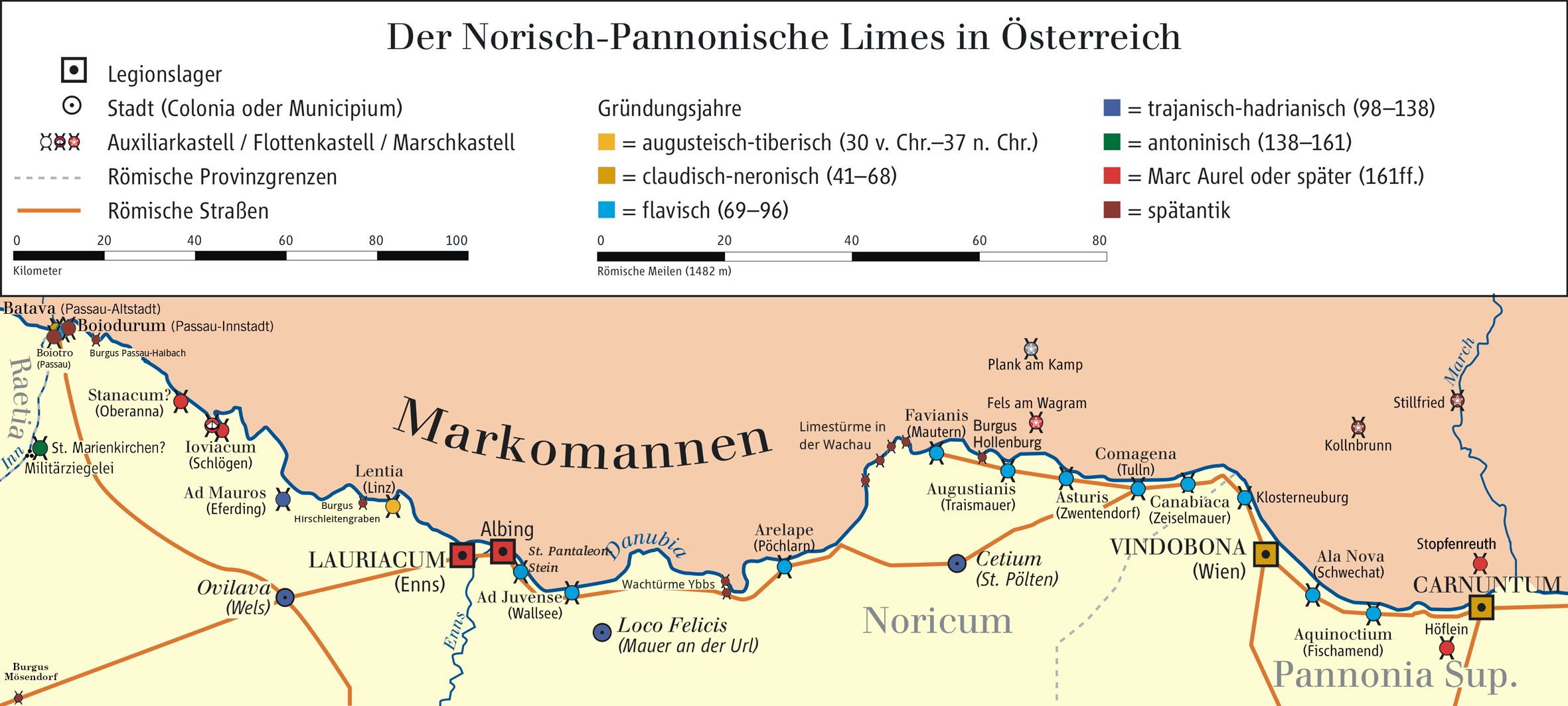
Lage von Carnuntum am oberpannonischen Limes

Als ein im ersten Zugriff „befremdliches Werk“, dessen Aufbau und Sinnzusammenhang zu unterschiedlichen Deutungen Anlass gegeben hat, bezeichnet Pierre Hadot die Selbstbetrachtungen. Als die überlieferte Abschrift im 16. Jahrhundert entdeckt wurde, gab es weder einen Titel noch die heute übliche Gliederung in 12 Bücher. Die Sonderstellung des ersten Buches, in dem Mark Aurel seinen geistigen Werdegang anhand ihn besonders beeindruckender Persönlichkeiten seines sozialen Umfelds skizziert, wird mit dem Hinweis auf den Entstehungsort am Ufer des Flusses Gran unterstrichen. Außerdem gibt es nur einen weiteren geographischen Hinweis, und zwar zu Beginn des dritten Buches: „Geschrieben in Carnuntum“. Ansonsten fanden sich zwischen einigen der Bücher heutiger Lesart mal doppelte Leerzeilen, mal ein Trennungszeichen, zwischen anderen aber nichts Dergleichen. Und die Reihe der notierten Reflexionen schwankt zwischen äußerst knappen Sentenzen und langen Gedankengängen von zwanzig bis sechzig Zeilen.
Mal wurde gefolgert, dass es sich nur um Bruchstücke eines größeren Werkes handelt, mal, dass die Notate von Mark Aurel ursprünglich in eine andere als die überlieferte Ordnung gebracht worden waren. Ohne solche Hypothesen kommt aus, wer wie Hadot oder van Ackeren mit der neueren Forschung annimmt, dass es sich um hypomnémata handelt – um von einem Tag zum anderen verfasste persönliche Notizen, und zwar unabhängig davon, ob der Kaiser sie selbst niederschrieb oder eventuell einem Schreiber diktierte.
Unter dem Eindruck, dass Mark Aurel trotz knapper Zeitreserven bemüht war, seine Reflexionen in eine verfeinerte literarische Form zu bringen, sucht die Forschung nicht allein, die philosophischen Gehalte der Selbstbetrachtungen zu bestimmen; vielmehr werden auch Entsprechungen zwischen den Aussageinhalten und der formalen Textgestaltung geprüft. Spezifische Begriffsschöpfungen, Metaphernwahl und aphoristischer Stil gehören diesbezüglich zu den markanten Elementen.

### Das erste Buch als spezieller Werkteil
„Wenn Du dich freuen willst, dann denk an die Vorzüge deiner Mitmenschen. Das ist z. B. bei dem einen die Tatkraft, bei dem anderen die Zurückhaltung, bei dem nächsten die Freigebigkeit, bei einem anderen noch etwas anderes. Denn nichts macht soviel Freude, wie die Erscheinungsformen der Tugenden, die in den Charakteren unserer Mitmenschen sichtbar werden und – soweit möglich – in großer Zahl zusammentreffen. Deshalb muss man sie auch stets zur Hand haben.“

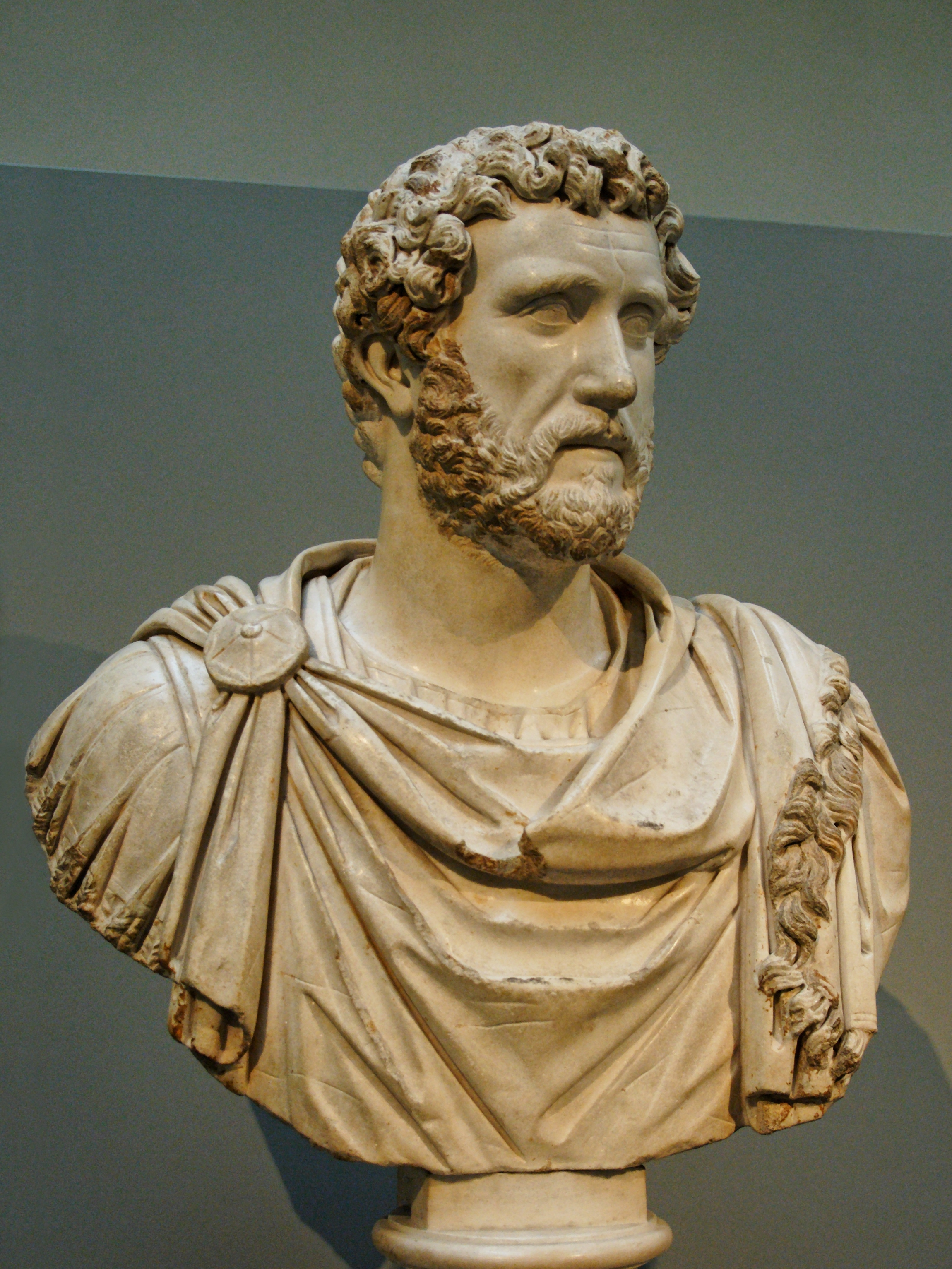
Büste des Adoptivvaters und Amtsvorgängers Antoninus Pius
(British Museum)

Ganz in diesem Geist ist das erste Buch der Selbstbetrachtungen verfasst, wie bereits Joachim Dalfen verdeutlicht hat, der damit zugleich Annahmen zurückwies, es könne sich aufgrund der inhaltlichen und formalen Besonderheiten dieses Kapitels um ein gar nicht zugehöriges oder erst im Nachgang zu den anderen Büchern entstandenes Werk Mark Aurels handeln. Das erste Buch ist das kürzeste von allen und thematisch wie formal so einheitlich wie keines der nachfolgenden gestaltet. Durchweg geht es dabei um erstrebenswerte Eigenschaften, die Mark Aurel bei Personen seines sozialen Umfelds angetroffen hat und die er als vorbildlich ansieht. Im letzten Abschnitt resümiert er die positiven Einflüsse und Umstände seines Werdegangs, indem er den Göttern dafür dankt.
Ein hervorstechendes Merkmal der einheitlichen Form des ersten Buches zeigt sich darin, dass alle Abschnitte mit der Auftaktformel „Παρὰ...“ (Von...) nebst Nennung des jeweiligen Vorbilds bzw. Dankempfängers beginnen, gefolgt von dem, wofür jeweils zu danken ist. Für Richard B. Rutherford gibt es in der gesamten klassischen Literatur nichts Entsprechendes zum ersten Buch von Marks Aurels Selbstbetrachtungen.
Wie ein programmatischer Entwurf für das erste Buch erscheinen auch van Ackeren die Äußerungen Mark Aurels zu den Vorzügen und Tugenden der Mitmenschen, an denen man sich freuen und orientieren solle. Anders als Pierre Grimal, der einen sich seines Alters bewussten Mark Aurel mit eingeschränkter Lebenserwartung im Wesentlichen auf seinen geistigen Werdegang und seine Prägungen zurückblicken sieht, entwirft van Ackeren das Bild eines Kaisers, der sich in diesem ersten Buch hauptsächlich der Tugenden und ihrer Repräsentanten in seinem Leben versichert, weil er an ihrer Aneignung noch weiter zu arbeiten vorhat.
Es gibt jedoch auch Unterschiede hinsichtlich der formalen Gestaltung der Abschnitte im ersten Buch: Während die Charakterisierungen anfänglich sehr kurzgefasst Personen mit Tugenden verbinden, nimmt die Länge der Würdigungen im Weiteren zu bis hin zu Antoninus Pius, dem annähernd 100 Eigenschaften zugeschrieben werden, zum Teil auch situationsbezogen erläutert. Rutherford sieht darin nicht zuletzt eine kritische Auseinandersetzung Mark Aurels mit Vorgängern seines Adoptivvaters als Kaiser, die wegen des Fehlens bestimmter Merkmale und Fähigkeiten für das Amt demnach politisch weniger geeignet waren.

### Zum Wesentlichen in Kürze und Klarheit
„Nimm stets den kurzen Weg. Kurz ist aber der Weg, der mit der Natur übereinstimmt; das hat zur Folge, dass du alles auf die gesündeste Art sagst und tust. Denn ein solcher Vorsatz bewahrt dich vor Großsprecherei, Übertreibung, ungenauem Formulieren und Spitzfindigkeit.“

Diese allgemeine Handlungsrichtschnur hat Mark Aurel auch in den Selbstbetrachtungen befolgt, indem er alles ihm überflüssig Erscheinende beiseitegelassen hat – meist auch die konkreten Umstände und Personen, die ihm zu bestimmten Reflexionen Anlass gaben –, um sich losgelöst vom täglichen Wirrwarr mit jenen zwingenden Wahrheiten zu befassen, die menschliches Leben bestimmen. Es ging ihm darum, die Lebenstatsachen in ungeschminkter Nacktheit zu erkennen und zur Sprache zu bringen, z. B. in der Wendung:

„Was sind die Menschen, die nur essen, schlafen, sich begatten, ausleeren und nur tierische Funktionen verrichten? Und was, wenn sie die Herren spielen, stolz einhergehen, sich ungehalten gebärden und von ihrer Höhe herab mit Scheltworten um sich werfen?“

Wahres zu sagen, ist ein häufiges Anliegen des Kaiserphilosophen, zu dem er sich mahnt. Dabei greift er wiederum zurück auf die Natur des Weltganzen, das mit allem Vorhandenen eng verwandt sei. Die Allnatur aber werde auch Wahrheit genannt, und sie sei die erste Ursache alles Wahren. Beispiele für das Wahre sucht und findet Mark Aurel folglich sehr oft in der Natur bzw. in ihren einzelnen Erscheinungsformen. Gelegentlich verwendet er dazu auch drastische Kynismen:

„Wie dir das Baden, das Öl, der Schweiß, der Schmutz, das fettige Wasser und alles sonst ekelhaft erscheint, so auch jeder Teil des Lebens und jeder Gegenstand.“

Nicht selten hat Mark Aurels Wahrheitseinsicht also einen bitteren Beigeschmack. Was dann entblößt und nackt zum Vorschein kommt, wirkt teilweise wenig anziehend. Zudem ist das Vorgefundene, wie sich in der Natur beobachten lässt, auch ständigem Wandel unterworfen, in der Zusammensetzung sich ändernd, unbeständig und in der Langzeitperspektive ohne Wert.

„Was ist es also, worauf wir unsere ganze Sorge lenken müssen? Nur das eine: eine gerechte Sinnesart, gemeinnütziges Handeln, beständige Wahrheit im Reden und eine Gemütsstimmung, alles, was uns zustößt, mit Ergebung hinzunehmen wie eine Notwendigkeit, eine bekannte Sache, die mit uns einerlei Quelle und Ursprung hat.“

Manche der in lakonischer Kürze formulierten Äußerungen Mark Aurels erscheinen auf den ersten Blick geradezu rätselhaft. So lässt sich die Aussage „Aufrecht, nicht aufgerichtet.“ in der Bedeutung kaum entschlüsseln ohne Zuhilfenahme einer anderen Stelle: „Dann findet man die Heiterkeit der Seele, wenn man sich gewöhnt, der Hilfe von außen her zu entbehren und zu unserer Ruhe anderer Leute nicht zu bedürfen. Man soll aufrecht stehen, ohne aufrecht gehalten zu werden.“

### Begriffsschöpfungen, Bilder- und Metapherneinsatz
„Stelle dir stets die Welt als ein Geschöpf vor, das nur aus einer Materie und aus einem einzigen Geist besteht. Sieh, wie alles der einen Empfindung derselben sich fügt; wie vermöge einheitlicher Triebkraft alles mit allem Werdenden in begründetem Zusammenhang steht und von welcher Art die innige Verknüpfung und Wechselwirkung ist.“

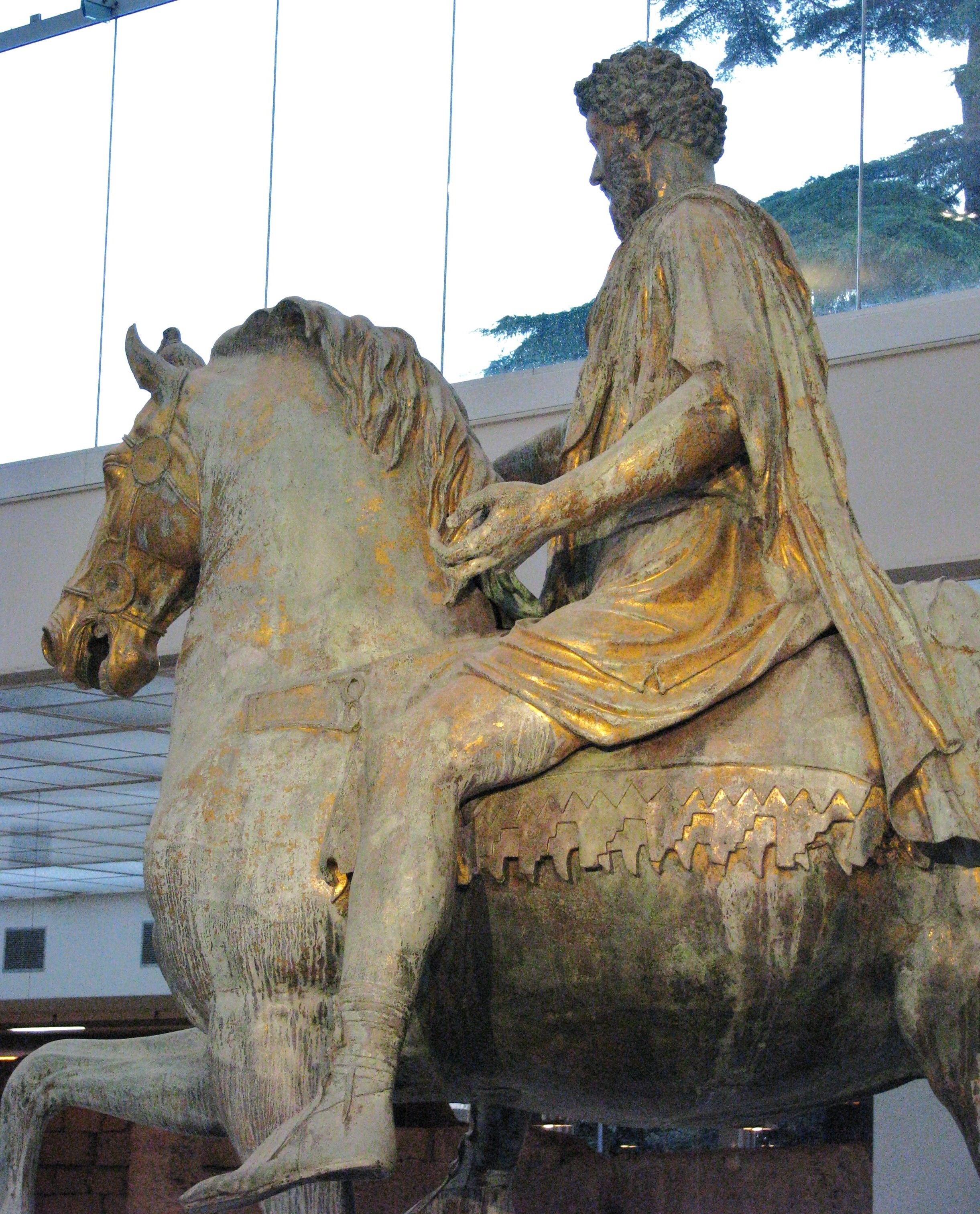
Reitender Mark Aurel
(Teilabbildung, Kapitolinische Museen)

Der Einsatz vielfältiger Stilmittel in den Selbstbetrachtungen lässt erkennen, dass Mark Aurel auch auf formale Gestaltungselemente bei der Verschriftlichung seiner Reflexionen Wert gelegt hat. Als auffällig bezeichnet van Ackeren den Wortreichtum sowie die Verwendung von Wortverbindungen, speziell solche mit der Vorsilbe „συν“. Rund 150 solche Komposita sind in den Selbstbetrachtungen enthalten, darunter einige, die in der ganzen antiken Literatur sonst nicht belegt sind. „Diese Komposita, besonders die neugebildeten, sind Zeugnis für das Bemühen, sich der Einheit, die den ganzen Kosmos durchwaltet, auch durch den sprachlichen Ausdruck zu versichern“, heißt es bei Dalfen. Des Kaisers Denken kreise ständig um die Einheit des Kosmos in allen seinen Gliedern, um „die Verwandtschaft aller Menschen“, aus der heraus für jeden Menschen, vornehmlich aber für den Kaiser, die „Verpflichtungen gegenüber der Gemeinschaft“ erwüchsen.
Häufig anzutreffen ist in den Selbstbetrachtungen auch der Gebrauch von Diminutiven, die als sprachliche Verkleinerungen dazu dienen konnten, den Wert der Adiaphora, der gleichgültigen Dinge gemäß stoischer Lehre, nicht zu überschätzen. Auf Relativierung und Bedeutungsminderung zielen auch Vergleiche, in denen die Menschen wie bereits von Homer mit Ameisen, aufgescheuchten Mäusen oder Blättern im Wind gleichgesetzt werden. Vergleiche und Metaphern werden von Mark Aurel besonders reichhaltig eingesetzt, sei es, dass das Leben für ein Schauspiel genommen wird, sei es, dass es als Kriegsschauplatz, als Wettkampf oder als Schifffahrt von einem Ufer zum anderen betrachtet wird.

„Die Dauer des menschlichen Lebens ist ein Augenblick, das Wesen ein beständiger Strom, die Empfindung eine dunkle Erscheinung, der Leib eine verwesliche Masse, die Seele ein Kreisel, das Schicksal ein Rätsel, der Ruf etwas Unentschiedenes.“

Die Wirkung von Vergleichen und Bildern wird durch Reihenbildung noch gesteigert. In gedrängter Folge transportieren sie je eigene Aussagen und wirken, so van Ackeren, auch ohne Erläuterung eingängig und überzeugend. Allenfalls selten diene der Einsatz von Bildern in den Reflexionen Mark Aurels dem Zweck der Ausschmückung, konstatiert Rutherford; vielmehr seien sie integraler Bestandteil des jeweils auszudrückenden Sinnzusammenhangs und der daraus resultierenden Wirkung.

### Variation und Fortschreibung von Leitgedanken in Aphorismen
„Beklagst du dich über irgend etwas, so hast du vergessen, daß sich alles der Allnatur gemäß ereignet und daß fremde Vergehungen dich nicht anfechten sollen; ferner vergessen, daß alles, was geschieht, immer so geschehen ist, immer so geschehen wird und überall jetzt so geschieht; vergessen, welch innige Verwandtschaft zwischen dem einzelnen Menschen und dem ganzen Menschengeschlecht besteht; denn hier findet nicht sowohl eine Gemeinschaft von Blut und Samen als vielmehr Teilhaftigkeit einerlei Geistes statt. Du hast aber auch vergessen, daß der denkende Geist eines jeden gleichsam ein Gott und ein Ausfluß der Gottheit ist; vergessen, daß niemand etwas ihm ausschließlich Eigenes besitzt, sondern sein Kind sowohl als sein Leib und selbst seine Seele aus jener Quelle ihm zugekommen ist; vergessen endlich, daß jeder nur den gegenwärtigen Augenblick lebt und folglich auch nur diesen verliert.“

Als eine wichtige Reihung von Kernsätzen (Kephalaia) hat Dalfen diesen Abschnitt der Selbstbetrachtungen hervorgehoben, dazu bestimmt, dem Kaiser zur Hand zu sein, wenn er sich anschickte, ungehalten über seine Mitmenschen zu sein. Rutherford und Hadot sind Dalfen in der Einschätzung der wegweisenden Bedeutung der Kephalaia gefolgt. In solchen katalogartigen Reihungen, so Rutherford, werde die Funktion der Selbstbetrachtungen für den Verfasser gut erkennbar; es zeige sich, was ihn hauptsächlich beschäftige und was ihm grundsätzlich wichtig sei. Hadot sieht eine „lakonische Gedächtnisstütze“ in den besagten acht Aspekten, die sich voneinander getrennt in Mark Aurels Reflexionen oft wiederfänden, teils mit Erklärungen und Beweisen versehen.
Van Ackeren betont im Anschluss an Rutherford das Moment der sprachlichen Variation in den diversen thematischen Wiederaufnahmen Mark Aurels. Die Kombination von Variation und Iteration – im Sinne von thematischer Weiterführung – bestimmten die Selbstbetrachtungen im Ganzen: „Die verschiedenen sprachlichen Varianten sind Versuche, der eventuell situativ bedingten Notwendigkeit gemäß zu formulieren. Sie entsprechen vielleicht aktuellen Stimmungen oder Bedürfnissen, wobei aber nicht willkürlich verfahren wird, sondern vermittels eines methodischen Rahmens. Außerdem lassen sich die Variationen durch den Gedanken der Vorbereitung erklären. Marc Aurel entwickelt mit den Varianten verschiedene Pharmaka oder Derivate eines therapeutischen Instruments, um so für verschiedene Situationen gerüstet zu sein.“
Stilistisch bevorzugte Mark Aurel für sein Anliegen van Ackeren zufolge die Formen des Epigramms und des Aphorismus. Epigrammatisches Herangehen zeige sich nicht nur in der Kompaktheit der Form und bei den rhetorischen Mitteln, sondern auch bei der oft auf den Tod berühmter Männer gerichteten Themenwahl:

„Heraklit, der über den Weltuntergang durch Feuer so viele naturphilosophische Betrachtungen angestellt hatte, starb an Wassersucht, den Körper in Rindsdünger gehüllt. Die Wurmkrankheit hat den Demokrit getötet, Ungeziefer anderer Art tötete den Sokrates. Was will ich damit sagen? Du hast dich eingeschifft, bist durch das Meer gefahren, bist im Hafen: steige nun aus! Ist’s ein anderes Leben, so fehlen ja nirgends die Götter, auch dort nicht! Ist es dagegen, um nichts mehr zu fühlen, so enden deine Schmerzen und deine Vergnügungen, deine Einschließung in ein Gefäß, das um so unwürdiger ist, als derjenige, der darin lebt, weit edler ist. Denn dieser ist Vernunft, dein Genius, jener nur Erde und Verwesung.“

In einer vergleichenden Betrachtung der Texte des Corpus Hippocraticum mit den Selbstbetrachtungen Mark Aurels zeigen sich für van Ackeren zum Teil deutliche Parallelen, insbesondere hinsichtlich der aphoristischen Form. Als didaktisches Instrument erscheint der aphoristische Stil in beiden Fällen hilfreich sowohl fürs Erlernen als auch bei der Vertiefung und beim Wiedererinnern. Die Selbstbetrachtungen erfüllen aber laut van Ackeren auch durchgängig sechs von sieben Kriterien einer heutigen Aphorismus-Definition. Teilweise im Kontrast dazu stehen die juristischen Dekrete Mark Aurels, worauf Hadot hinweist: große Sorgfalt in den Details; ein beinahe „übertriebener Eifer bei der Erklärung von ohnehin klaren Punkten“; Streben nach Reinheit im griechischen wie im lateinischen Sprachgebrauch; akribische Suche nach der unparteiischsten, menschlichsten, gerechtesten Lösung.

## Rezeption und Nachwirkung

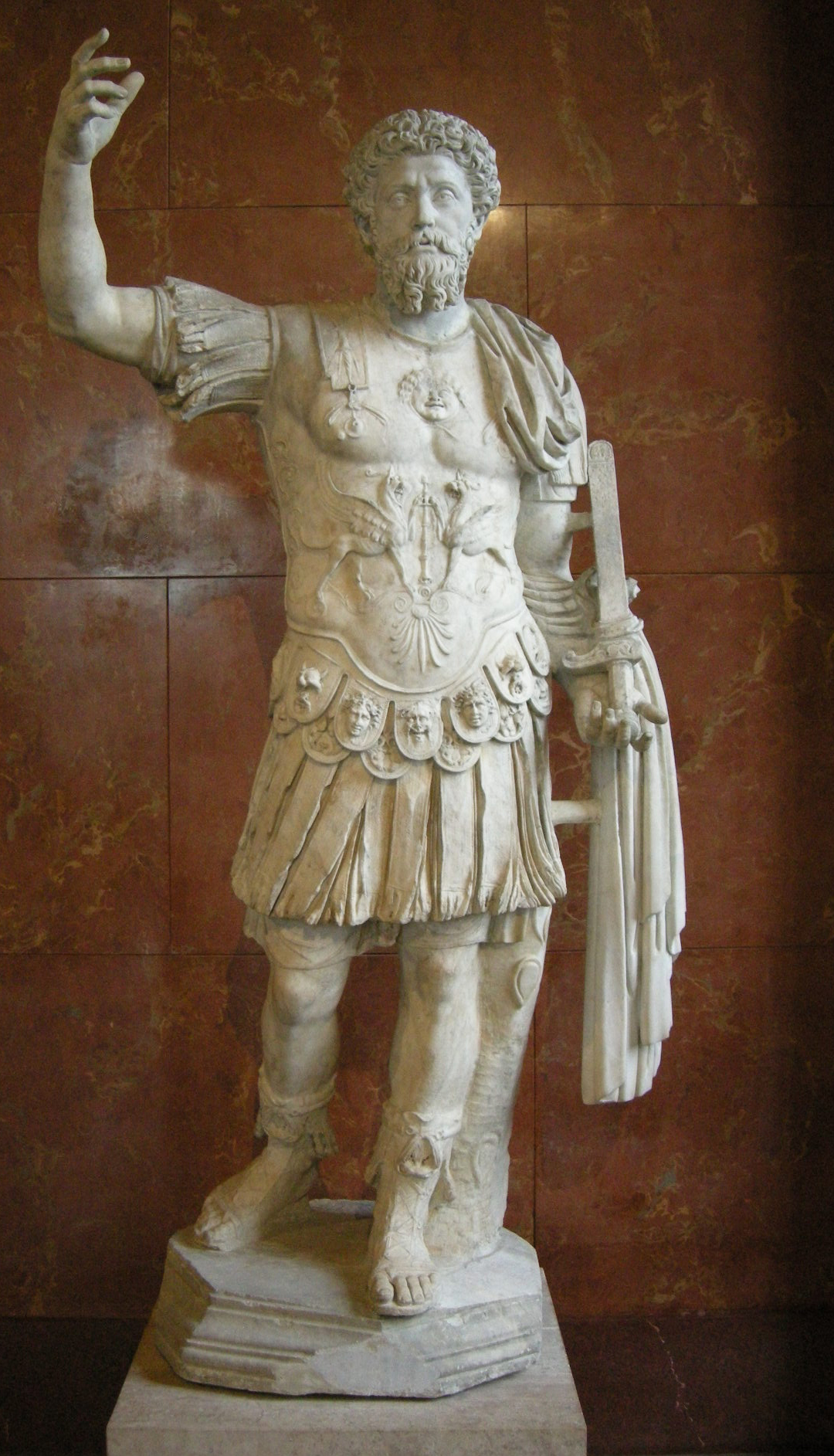
Mark Aurel in Feldherrenrüstung
(Paris, Louvre)

Als letzter bedeutender Vertreter der jüngeren Stoa erscheint Mark Aurel erst in der neuzeitlichen Perspektive. Aus Spätantike und Mittelalter ist eine derartige Einordnung und explizite Auseinandersetzung mit den Selbstbetrachtungen nicht überliefert. Mark Aurels philosophische Ausrichtung ist den Quellen zwar allenthalben zu entnehmen. Die Verehrung als „guter Kaiser“, die seinem Abbild noch Jahrhunderte nach seinem Tod in vielen römischen Haushalten entgegengebracht wurde, kann aber eher mit der Herrscherfigur zu tun haben als mit seinem philosophischen Denken. Schließlich endete mit ihm auch die Glanzzeit des Adoptivkaisertums und des in höchster Blüte stehenden Römischen Reiches.
Für die neuzeitliche Rezeption hingegen sind es vor allem die Selbstbetrachtungen, die Mark Aurel zu einer fesselnden historischen Größe gemacht haben, die zur Auseinandersetzung einlädt und auf die zum Teil fortdauernde Identifikationsbereitschaft gerichtet ist. Wissenschaftliche Untersuchungen beschäftigen sich unter anderem mit der Frage der philosophischen Eigenständigkeit der Selbstbetrachtungen; mit der Frage, wie positiv oder negativ aufgeladen das Menschenbild des Kaisers und seine Haltung zu Emotionen sich darstellen; mit Mark Aurels Verhältnis zur Rhetorik und zur Religion.

### Umstrittene Originalität
Ob es einen eigenständigen Beitrag Mark Aurels zur Philosophie gibt und worin der besteht, ist in der Forschung umstritten. Dalfen war der Auffassung, man tue Mark Aurel kein Unrecht, wenn man die Inhalte und Formelemente der Selbstbetrachtungen allein auf seine Lehrer zurückführe: „Die Größe des Kaisers liegt nicht darin, Neues oder Eigenes gelehrt zu haben, sondern darin, daß er sich den Lehren der Philosophie zeit seines Lebens offen gehalten, sich ihnen auch als Herrscher verpflichtet gefühlt und sie deshalb ständig ins Gedächtnis gerufen hat. Das allein aber würde noch wenig besagen, wenn er nicht auch sein Handeln nach den Lehren gestaltet hätte. Und daß er dies getan hat bezeugt die Geschichte.“
Für Hadot liegt der Schlüssel zu Mark Aurels Selbstbetrachtungen bei Epiktet und den von ihm aus der stoischen Lehre abgeleiteten drei Lebensregeln: die Disziplinierung der Vorstellungen und des Urteils, die Disziplinierung des Handlungsantriebs und der Handlung sowie die Disziplinierung des Begehrens: „Die Lehre von den drei Übungsthemen, den drei Disziplinen, und den drei Lebensregeln enthält also, großartig zusammengefaßt, das ganze Wesen des Stoizismus. Sie fordert den Menschen zu einer radikalen Umwälzung seiner Sicht der Welt und der gewöhnlichen Lebensart auf. Marc Aurel, der Kaiser-Philosoph, hat diese Themen in seinen Ermahnungen an sich selbst prachtvoll zu entwickeln und mit reichen Harmonien zu orchestrieren gewußt.“
Explizit gegen eine Reduzierung der Selbstbetrachtungen auf Epiktets Lebensregeln wendet sich van Ackeren. Dass es, anders als von Hadot angenommen, nicht lediglich um ein Notizbüchlein nach Art der Hypomnemata im Sinne Hadots geht, zeige sich bereits in formaler Hinsicht, da nicht ein ungeordneter Text vorliege, sondern „die kunstvolle Zusammenfügung von vielen aus den antiken Gattungen bekannten Stilelementen“. Zu den in den Selbstbetrachtungen zitierten Anregern der Reflexionen Mark Aurels gehören neben Epiktet unter anderen auch Seneca und Heraklit. Bei Seneca steht der Selbstdialog in einem engen Verhältnis zum interpersonalen Dialog, wird dadurch ergänzt und korrigiert. Doch erst mit den Selbstbetrachtungen, so van Ackeren, werde der Selbstdialog zum bestimmenden Moment eines Textes und seiner Form: „Mit Marc Aurel konzentriert sich die Stoa der Sache und der Form nach auf den Selbstdialog.“

„Entweder herrscht ein unvermeidlich notwendiges Schicksal und eine unverletzbare Ordnung der Dinge oder eine versöhnliche Vorsehung oder ein verworrenes, blindes Ungefähr. Herrscht nun eine unveränderliche Notwendigkeit, warum sträubst du dich dagegen? Herrscht aber eine Vorsehung, die sich versöhnen lässt, so mache dich des göttlichen Beistands würdig. Herrscht endlich blinder Zufall, so erfreue dich an dem Gedanken, daß du mitten in solch einem Wogenstrom in dir selbst an der Vernunft eine Lenkerin hast.“

Die vorstehende Reflexion, die in diversen Abwandlungen in den Selbstbetrachtungen zu finden ist, ist in zweierlei Hinsicht kritisch gegen Mark Aurel gewendet worden; zum einen, weil in der alternativen Betrachtung als solcher ein Abweichen von der stoischen Position vorläge; zum anderen, weil die Erwägung des blinden Zufalls als Weltgestaltungsprinzip, die auf Demokrits Atomtheorie zurückgehe, als eklektizistisch einzustufen sei. Van Ackeren hingegen sieht in dieser erstmals von Mark Aurel ausführlich erwogenen Alternative „Vorsehung oder Atome“ eine Diskussion des Verhältnisses von Physik und Ethik in der Stoa.
Auf das Denken Heraklits greift Mark Aurel etwa zurück, um einsichtig zu machen, dass auch Menschen, die der Vernunft zuwiderhandeln, einen vorgesehenen Platz im Gefüge des Weltganzen einnehmen:

„Alle wirken wir gemeinsam auf ein Ziel hin: einige mit vollem Bewusstsein, andere unwissend, wie auch Heraklit, glaube ich, die Schlafenden als aktive Mitarbeiter am Geschehen im Kosmos bezeichnet. Der eine wirkt auf diese, der andere auf jene Weise mit, zum Überfluss aber auch derjenige, der sich ständig beschwert und versucht, dem Lauf der Welt entgegenzutreten und ihn aufzuhalten. Denn auch einen solchen Menschen braucht der Kosmos. Du musst dir nun auch noch klar werden, zu welchen Menschen du dich zählst. Jener nämlich, der das Weltganze lenkt, wird dich jedenfalls richtig verwenden und als wichtiges Teilchen in die Reihe seiner Mitarbeiter und Helfer aufnehmen.“

Dass Mark Aurel bei der Abfassung der Selbstbetrachtungen aus vielen Quellen geschöpft hat, ohne sich dabei ausschließlich auf stoisches Gedankengut zu beschränken, ist ihm nicht nur als Eklektizismus ausgelegt worden, sondern auch als Mangel an philosophischer Originalität und Bedeutung. Van Ackeren hingegen vermittelt im Ergebnis seiner Untersuchung den Eindruck eines besonderen Philosophiekonzepts, das stoische Lebenskunst nicht nur begründe, thematisiere und reflektiere, sondern auch aktualisiere. Die Selbstbetrachtungen erlaubten es auf ungekannte Weise, „einem Autor bei der Ausübung der Lebenskunst über die Schulter zu schauen. Auch das ist einmalig.“

### Mehrschichtiges Menschenbild
Mark Aurels Menschenbild ist, wie gezeigt, von der Vorstellung der gemeinsamen Teilhabe aller an der universellen Vernunft bestimmt und vom damit zusammenhängenden menschlichen Miteinander, das allerdings auch Störungen ausgesetzt ist:

„Ein Mensch aber trennt sich selbst von seinem Mitmenschen, weil er ihn hasst und sich von ihm abwendet. Er weiß aber nicht, dass er sich zugleich auch von der Gemeinschaft als ganzer abgeschnitten hat. Abgesehen davon ist jene Gemeinschaft ein Geschenk des Zeus, der sie zusammengefügt hat. Es ist uns nämlich möglich, wieder zusammenzuwachsen mit dem Nachbarn und wieder dazu beizutragen, dass das Ganze ergänzt wird. Wenn freilich eine Abtrennung dieser Art häufiger erfolgt, dann führt dies dazu, dass der Teil, der sich absondert, nur unter Schwierigkeiten wieder mit dem übrigen zu vereinigen und kaum mehr zu integrieren ist. Überhaupt ist der Zweig, der von Anfang an mit den übrigen zusammengewachsen und in einer Lebensgemeinschaft mit ihnen geblieben ist, dem nicht mehr gleich, der nach der Abtrennung wieder eingepfropft wird, mögen die Gärtner sagen, was sie wollen.“

Van Ackeren sieht hier Chancen und Grenzen einer möglichen Resozialisierung für Menschen thematisiert, die sich durch ihr Fehlverhalten von der Gemeinschaft abgespalten haben. Ihre Reintegration ist demnach möglich und zu fördern. Problemlos und vollständig gelingt das jedoch nicht, und es wird bei Rückfälligkeit immer schwieriger. Vorzügliche Mittel zur Aufrechterhaltung der Gemeinschaft sind für Mark Aurel Belehrung und Liebe, Freundschaft und Wohlwollen.
In eigentümlicher Spannung zu diesen Leitvorstellungen stehen Äußerungen in den Selbstbetrachtungen, die auf Gefühllosigkeit im zwischenmenschlichen Bereich zu zielen scheinen, etwa mit Blick auf den möglichen Tod des eigenen Kindes: „Epiktet sagte, wenn man ein Kind küsse, müsse man sich im Stillen sagen: ‚Morgen bist du vielleicht schon tot.’“ Martha Nussbaum hat aus solchen Sentenzen kritisch eine inhumane Position Mark Aurels gefolgert, weil Gefühle im sozialen Leben zu wenig Raum bekämen, negativ bewertet würden. Van Ackeren hält dagegen, dass es zwar tatsächlich der stoischen Lehre entspreche, sich gegen die lähmende Wirkung von Trauer möglichst zu immunisieren, dass die diesbezügliche Kritik aber die von Mark Aurel häufig angesprochenen positiven Emotionen ausblende.

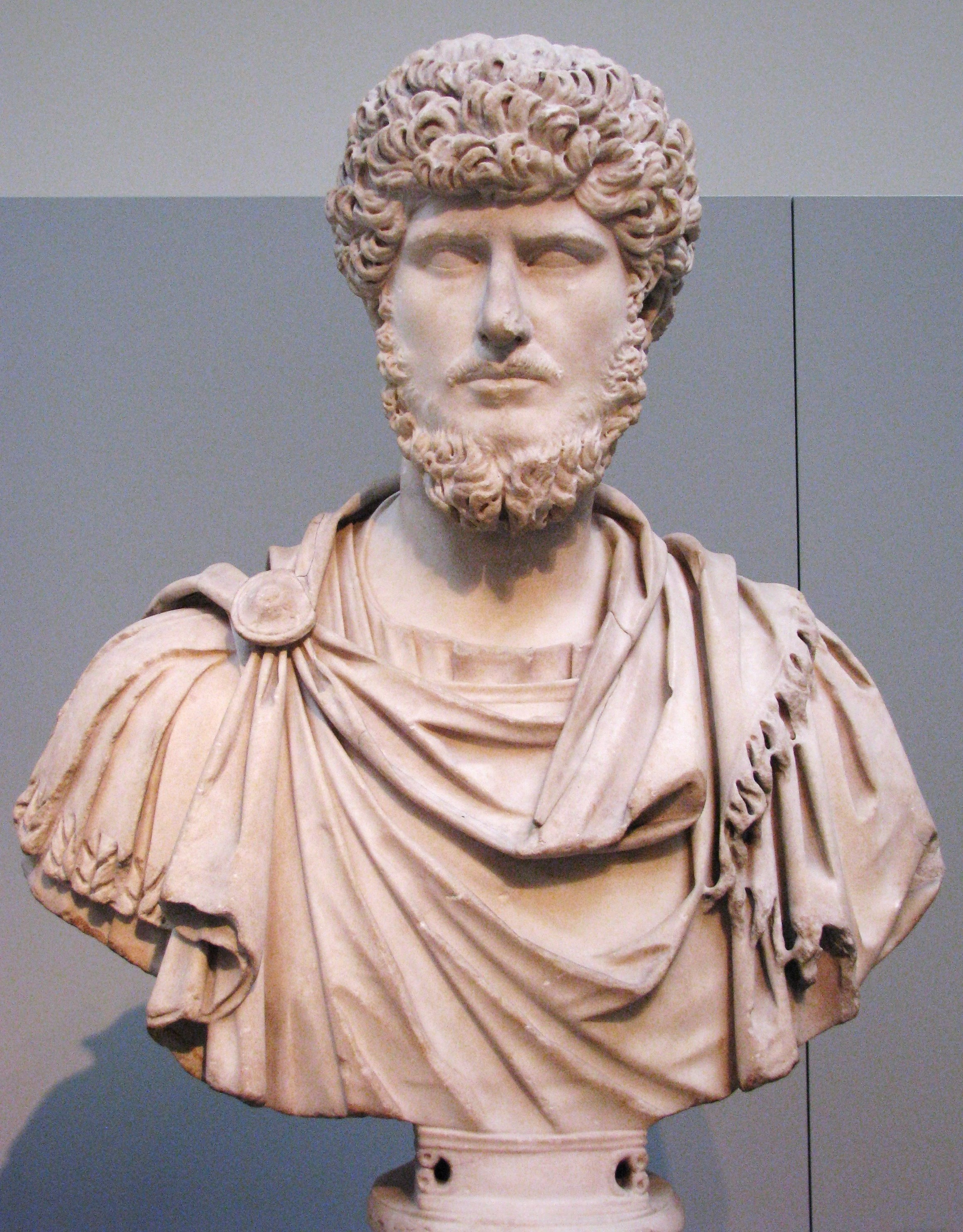
Adoptivbruder und Mitkaiser Lucius Verus

Die mitunter nicht sonderlich lebensfrohe Grundierung der Reflexionen des Kaiserphilosophen ist nach dem Verständnis von Pierre Grimal nicht zuletzt mit der Lebenssituation Mark Aurels zur Entstehungszeit der Selbstbetrachtungen zu erklären. Nach eigenem Verständnis und Bekunden war der Kaiser zu diesem Zeitpunkt ein alter Mann; chronische Magen- und Schlafprobleme setzten ihm zu. Es mochte an der Zeit sein, sich dem eigenen Schicksal zuzuwenden. Im Jahr 175 verstarben seine Frau Faustina und weitere Familienmitglieder. Grimal, auf der Suche nach Bezügen zwischen bestimmten Erlebnissen Mark Aurels und einzelnen Passagen in den Selbstbetrachtungen, sieht dazu folgende Entsprechung

„Sitzen etwa auch jetzt noch Panthea oder Pergamus am Grabe des Verus? Oder Chabrias und Diotimus an dem Hadrians? Das wäre lächerlich. […] War es nicht ihr notwendiges Geschick, erst zu altern und dann zu sterben? Und können denn die Klagenden dem Tod entrinnen? Dieser ganze Körper ist Moder und Verwesung.“

### Ambivalente Rhetorik
Wie die Philosophie gehörte die Rhetorik zu den grundlegenden Ausbildungsbereichen Mark Aurels. Sein langjähriger Rhetorik-Lehrer war der seinerzeit berühmte Anwalt und Redner Marcus Cornelius Fronto, der eine Wiederbelebung der republikanischen rhetorischen Tradition betrieb und damit unter seinen Zeitgenossen zum Teil schulbildend wirkte. Eine in der Forschung kontrovers diskutierte Frage zielt auf Mark Aurels Einstellung gegenüber der Rhetorik und speziell auf eine möglicherweise deutliche Abkehr von ihr.
Als Indizien dafür herangezogen werden Äußerungen in den Selbstbetrachtungen, in denen Mark Aurel Quintus Iunius Rusticus, seinen stoischen Lehrer, unter anderem dafür dankbar hervorhebt, dass er ihn vor allem rednerischen und dichterischen Wortgepränge ebenso wie vor gekünsteltem Reden bewahrt habe; hinzu kommen Teile des Briefwechsels zwischen Mark Aurel und Fronto, die u. U. gleichfalls auf Mark Aurels Geringschätzung und Abwendung von der Rhetorik hindeuten könnten.
Diesbezüglich ist Christoph Tobias Kasulke auf mehreren Ebenen zu anderen Schlüssen gelangt. Demnach habe es eine nachweisliche Geringschätzung der Rhetorik seitens Mark Aurel bis in seine letzten Lebensjahre hinein nicht gegeben, denn noch 175/176 habe er anlässlich einer Inspektionsreise in den Osten des Reiches die rhetorischen Fähigkeiten dreier renommierter Sophisten nachgefragt, genossen und honoriert und in Athen bereits zuvor die Besetzung des Lehrstuhls für Rhetorik mit dem Sophisten Iulius Theodotus verfügt. Im Zuge der Herrschaftsübernahme 161 wandte Mark Aurel sich ausdrücklich mit der brieflichen Bitte an Fronto, ihn mit stilistisch hochwertiger Lektüre aus seinem Fundus zu versorgen – ohne erkennbaren philosophischen Bezug. Die bald danach aus dem Briefwechsel hervorgehenden Unstimmigkeiten zwischen Fronto und Mark Aurel in Fragen der Rhetorik führt Kasulke folglich nicht auf eine drastische Abkehr Mark Aurels von der Rhetorik als solcher zurück – darauf konnte der amtierende Kaiser schwerlich verzichten –, sondern auf eine Enttäuschung Frontos, der vielleicht gehofft habe, „seine individuelle literarisch-rhetorische Geschmacksrichtung durch die Person des Kaisers gleichsam inthronisiert und reichsweit etabliert zu sehen.“ Dagegen aber verwahrte sich Mark Aurel, indem er Frontos Hinweise auf die Notwendigkeit spezieller rhetorischer Übungen und Stilpflege zurückwies und eine dem eigenen Naturell entsprechende Redeweise ansetzte.
Eine deutlichere Abkehr Mark Aurels von der Rhetorik als Kasulke leitet Bernd Manuwald aus seiner Quelleninterpretation ab. Es sei auffällig, dass Mark Aurel unter den im ersten Buch erwähnten Lehrern niemanden nenne, der ihn in die Rhetorik eingeführt habe. Zwar werde Fronto da kurz erwähnt, aber gerade nicht als Rhetoriklehrer, sondern mit Bezug auf ethische Einsichten. Schon beim jungen Marcus ließen sich Vorbehalte gegen einzelne Aspekte der frontonischen Rhetorik und gegen dessen Vorgaben zur rhetorischen Verfeinerung beobachten. Und Äußerungen beider ließen erkennen, dass Mark Aurel sich von einem bestimmten Zeitpunkt ab nicht mehr auf die rhetorische Perfektionierung im Sinne Frontos eingelassen, sondern sich bewusst davon abgewandt habe. Einen bewussten Gegensatz Mark Aurels zu prominenten zeitgenössischen Vertretern der Zweiten Sophistik sieht Jürgen Hammerstaedt in den Selbstbetrachtungen artikuliert, so zum Beispiel, wo er den Göttern dankt, dass er nicht an irgendeinen Sophisten geriet, als es ihn zur Philosophie hinzog. Am Beispiel des Apuleius von Madauros entwickelt Hammerstaedt markante Kontraste zum Selbstverständnis Mark Aurels und zu dessen Leitmaximen.

### Unorthodoxe Religiosität
In einem für unterschiedliche Deutungen und Akzente Raum lassenden Spannungsfeld zu seinem philosophischen Denken steht auch Mark Aurels Religiosität. Der Gottesbegriff in den Selbstbetrachtungen, von Cornelius Motschmann als „äußerst vage“ bezeichnet, oszilliert zwischen der umfassenden Allnatur einerseits, Zeus als einzelner Gottesgröße zum anderen und „den Göttern“ in traditionell polytheistischer Wendung. Zweifel an der Existenz höherer Mächte räumt Mark Aurel wie folgt aus:

„Antworte denen die fragen: ‚Wo hast du denn die Götter gesehen, die du so sehr verehrst, oder woraus hast du den Schluss gezogen, daß sie existieren?’ Erstens: Sie sind auch den Augen sichtbar. Zweitens: Ich habe zwar auch meine Seele noch nicht gesehen und dennoch ehre ich sie. Das gilt auch für die Götter: Aus der Tatsache, daß ich ihre Macht immer wieder spüre, schließe ich, daß sie existieren und deshalb verehre ich sie.“

Van Ackeren spezifiziert die Religiosität Mark Aurels im Unterschied zu der Epiktets: Während Epiktets Gottesvorstellung vorrangig monotheistisch und personalisiert sei, verzichte Mark Aurel ganz auf die Schilderung religiöser Erfahrungen und lasse das göttliche Prinzip vor allem in der Natur zum Ausdruck kommen: „Vom religiösen Eifer Epiktets ist in den Selbstbetrachtungen fast nichts zu bemerken.“ Bis auf eine Stelle, die sich als Gebet an den Kosmos verstehen lasse, so van Ackeren, werde Religiosität in den Selbstbetrachtungen nicht praktiziert – anders als die praktische Philosophie, die im Schreiben zur Geltung gebracht werde. „Religiosität scheint für Marc Aurel unpersönlich zu sein, weil sie für ihn nicht zentral ist.“

### Verehrung und kritischer Abstand

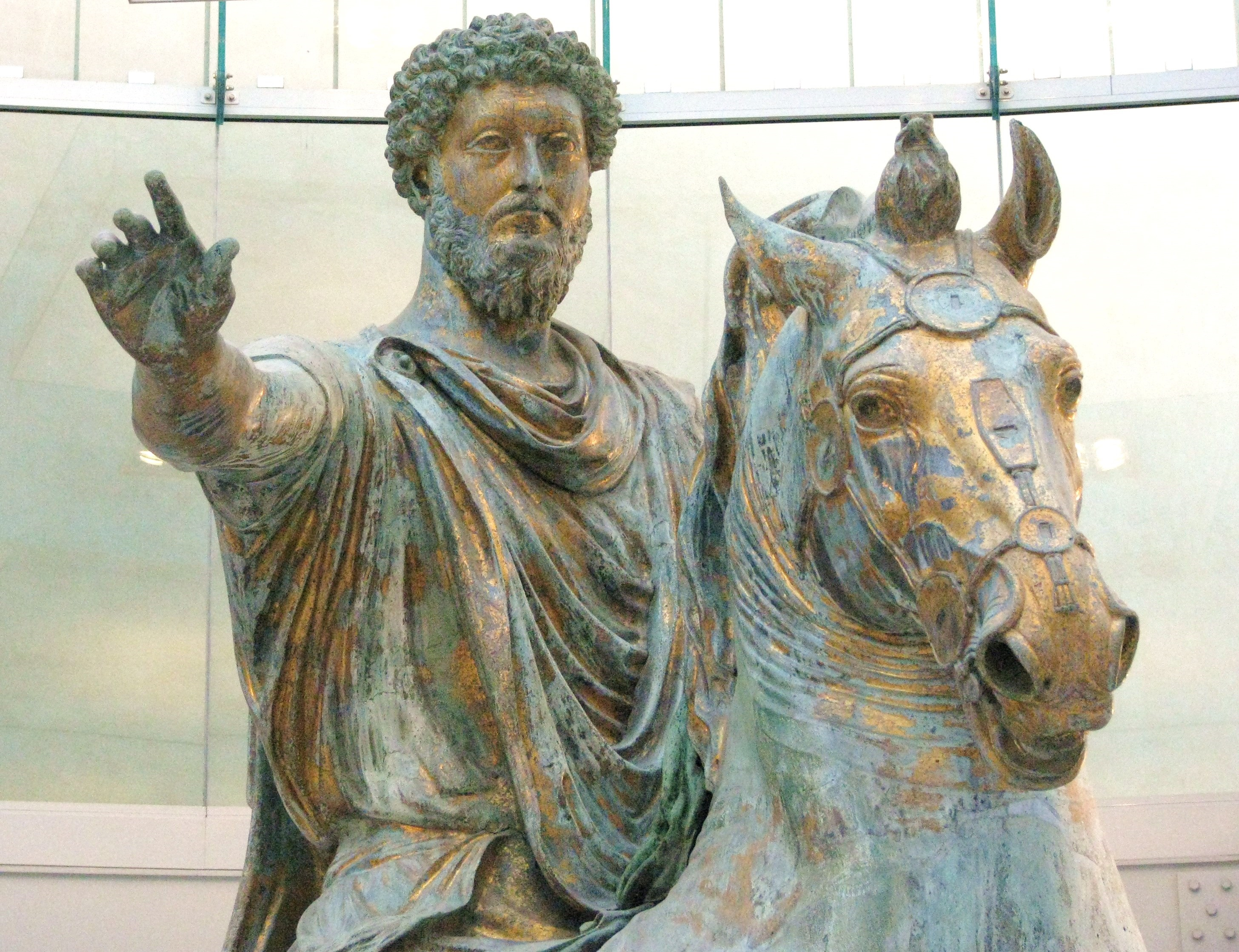
Museales Reiterstandbild – Teilansicht

Lob, Bewunderung und Respekt ist Mark Aurel wie kaum einem römischen Kaiser vor oder nach ihm zuteilgeworden, wobei laut Motschmann die Aufrichtigkeit seines Wesens und die Unmittelbarkeit seiner tagebuchartigen Selbstbetrachtungen dafür hauptursächlich seien. Hymnisch urteilte Ernest Renan: „Glücklicherweise wurde das Kästchen, welches die am Ufer des Gran und in Carnuntum niedergeschriebenen Gedanken verborgen hielt, gerettet. […] Ein wahrhaft ewiges Evangelium darstellend, werden die Gedanken Marc Aurels niemals altern, denn sie verkünden kein Dogma. Das Evangelium ist in manchen seiner Teile veraltet, läßt die Wissenschaft doch nicht länger die naive Vorstellung des Übernatürlichen zu, die dem zugrunde liegt. Das Übernatürliche ist in den Gedanken nur ein kleiner, unbedeutender Fleck, der die wunderbare Schönheit des Grundgehaltes nicht beeinträchtigt. Hätte die Wissenschaft die Macht, Gott und die Seele zu zerstören, so blieben die Gedanken dennoch jung an Leben und erfüllt von Wahrheit. Die Religion des Marc Aurel ist, wie es auch mitunter die des Jesus war, die absolute Religion, jene, die sich aus der einfachen Tatsache eines hohen moralischen Bewußtseins im Angesicht des Weltalls ergibt. Es ist eine Religion, die weder einer Rasse noch einem Land angehört. Keine Revolution, kein Fortschritt, keine Entdeckung wird sie ändern können.“
Anreize zur Identifikation boten die Selbstbetrachtungen im 18. Jahrhundert für Friedrich II., als der sich selbst, unterstützt von Voltaire, zum Roi philosophe aufschwang. Noch 1777 in einem Brief an Voltaire befand er Mark Aurel als Persönlichkeit allen Herrschern und selbst allen Philosophen durch seine moralische Praxis derart überlegen, dass jeder Vergleich mit ihm verwegen wäre. Andreas Pečar betont den instrumentellen Charakter von Friedrichs Mark-Aurel-Verehrung. In seiner Zeit als Kronprinz habe sie ihm dazu gedient, sich unter Philosophen als Ihresgleichen zu erkennen zu geben. Nach der Herrschaftsübernahme hingegen habe er den Kaiserphilosophen Mark Aurel als Vorbild dazu gebraucht, sich von den guten Ratschlägen der „Nur“-Philosophen im Sinne seiner Herrscherpflichten begründet zu distanzieren.
Zur wichtigen persönlichen Orientierungsgrundlage auch im Gegenwartshorizont erklärte Altbundeskanzler Helmut Schmidt wiederholt die Selbstbetrachtungen Mark Aurels, die er zur Konfirmation von seinem Onkel geschenkt bekommen, in seinem Marschgepäck im Zweiten Weltkrieg mitgeführt und sich durch lebenslange Beschäftigung zu eigen gemacht habe. „Marcus Aurelius war für mich ein Vorbild. Seine Ermahnungen sind mir selbstverständlich geworden. Seine beiden für mich wichtigsten Gebote, innere Gelassenheit und Pflichterfüllung, standen mir immer vor Augen.“ In schwierigen politischen Entscheidungssituationen als Bundeskanzler habe ihm innere Gelassenheit die Kraft zur Erfüllung seiner Pflichten gegeben. Schmidt vermutet, „dass in dem Augenblick, in dem ich mich an Mark Aurel erinnerte, die Gelassenheit jedes Mal zurückgekehrt ist.“ Vorbildhaft für Schmidt ist aus seiner heutigen Sicht aber speziell der Mark Aurel der Selbstbetrachtungen, „eine Art Idealkatalog für gerechtes und kluges Regieren.“ Das tatsächliche politische Handeln Mark Aurels als Kaiser bewertet Schmidt hingegen in mehrerer Hinsicht kritisch (Sklavenfolter, Christenverfolgung, Kriege zur Durchsetzung imperialer Interessen).
Kritische Ansätze in der wissenschaftlichen Forschung beziehen sich wie oben gezeigt einerseits auf einen Mangel an philosophischer Originalität in den Selbstbetrachtungen, andererseits auf ein allzu apathisch-negatives Menschenbild. Jörg Fündling möchte dem „Magnetismus des Gesamtbildes“ vorbauen: „Fels in der Brandung ungewollter Kriege, harmonische Persönlichkeit, vergöttert und dennoch bedauernswert, so steht er wie unmittelbar uns.“ Der seinem Willen nach unbedingte, innerlich freie Mark Aurel müsse in seine Abhängigkeiten, Denkhindernisse und Konventionen zurückversetzt werden. „Eine andere Pflicht ist die Suche nach Disharmonien oder möglichen negativen Folgen seiner Harmonie.“
Auch für Richard B. Rutherford sind die Selbstbetrachtungen Ausdruck des Strebens nach einem Ideal. Im Hinblick auf die Strenge dieses Ideals seien aber Anflüge von Verzagtheit und Unzufriedenheit in Mark Aurels Äußerungen verständlich. Es handle sich um ein durch dieses Streben mit Spannungen aufgeladenes Werk, das aus guten Gründen heute weiterhin seine bewegende und aufklärende Wirkung entfalte. Alexander Demandt nimmt die Zusammenstellung von zehn Grundsätzen, die sich Mark Aurel für seine Haltung anderen Menschen gegenüber in Buch XI, 18 verordnet, seinerseits als Ausgangspunkt für zehn Leitsätze, mit denen er die Lebensweisheit des Kaiserphilosophen im Ganzen zu erfassen sucht. Demandts diesbezügliches Fazit lautet: „Zum Thema Philosophie gibt’s Bücher wie noch nie. Zum Thema Weisheit ist Fehlanzeige seit Marc Aurel.“

## Textausgaben, Übersetzungen, Kommentare
- Gernot Krapinger (Hrsg. u. Übers.): Selbstbetrachtungen. Reclam, Ditzingen 2019.
- Christopher Gill (Übers. u. Komm.): Meditations, Books 1–6. Oxford University Press, Oxford 2013 (englisch).
- Robin Hard (Übers.): Meditations (Oxford World’s Classics). Oxford u. a. 2011 (englisch).
- Rainer Nickel (Hrsg. u. Übers.): Selbstbetrachtungen (Sammlung Tusculum). Griechisch und Deutsch, 2. Auflage, Mannheim 2010.
- Wilhelm Capelle (Übers.): Selbstbetrachtungen, überarbeitet und neu eingeleitet von Jörg Fündling (= Kröner Großdruck. Band 711). Kröner, Stuttgart 2008. ISBN 978-3-520-71101-4.
- Otto Kiefer (Übers.): Selbstbetrachtungen. Insel, Frankfurt am Main/Leipzig 2003.
- Joachim Dalfen (Hrsg.): Marci Aurelii Antonini Ad se ipsum libri XII (Bibliotheca Teubneriana). 2., verbesserte Auflage, Teubner, Leipzig 1987.
- Willy Theiler (Hrsg. u. Übers.): Wege zu sich selbst. Griechisch und Deutsch. 3., verbesserte Auflage, Artemis, Zürich 1984.
- Hermann Martin Endres (Übers.): Selbstbetrachtungen. Goldmann, München 1961, DNB 453215505.
- Albert Wittstock (Übers.): Selbstbetrachtungen. Reclam, Stuttgart 1949.
- Arthur Spenser Loat Farquharson (Hrsg., Komm. u. Übers.): Ta eis heauton. Griechisch und Englisch. 2 Bände, Clarendon Press, Oxford 1944.
- Charles Reginald Haines (Hrsg. u. Übers.): Marcus Aurelius. Griechisch und Englisch (Loeb Classical Library). Verbesserte Auflage, Cambridge (MA) 1930.
- Heinrich Schenkl (Hrsg.): Marci Antonini Imperatoris In semet ipsvm libri XII (Bibliotheca Teubneriana). Ed. maior. Leipzig 1913.
- F. C. Schneider (Übers.): Mark Aurel’s Meditationen. 1. Auflage. Verlag von Eduard Trewendt, Breslau 1857 (Digitalisat). – 2., verbesserte Auflage. Breslau 1865. – Neuausgabe: Selbstbetrachtungen. Für die Deutsche Bibliothek nach der Übersetzung von F. C. Schneider herausgegeben und eingeleitet von Alexander von Gleichen-Rußwurm (= Deutsche Bibliothek. Band 43). Berlin 1913, DNB 57875424X (Digitalisat der Übersetzung bei Project Gutenberg, gutenberg.org).
- Johannes Stich (Hrsg.): D. imperatoris Marci Antonini Commentariorum quos sibi ipsi scripsit libri 12. Teubner, Leipzig 1882.
- Carl Cleß (Übers.): Mark Aurel’s Selbstgespräche. Uebersetzt von erläutert von Dr. C. Cleß. Stuttgart 1866.
- Johann Matthias Schultz (Übers. u. Komm.): Marc. Aurel. Antonin’s Unterhaltungen mit sich selbst. Schleswig 1799.